# Alexander Gauland
Eberhardt Alexander Gauland (* 20. februar 1941 v Chemnitzu ) je nemški odvetnik, publicist in desničarski populistični politik ( AfD, prej CDU ). Med letoma 2017 in 2019 je bil Gauland eden od dveh zveznih tiskovnih predstavnikov (vodje stranke) stranke AfD. Od leta 2017 je poslanec nemškega Bundestaga, kjer je bil od leta 2017 do 2021 eden od dveh vodij poslanskih skupin svoje stranke skupaj z Alice Weidel.Od leta 2019 je častni predsednik stranke AfD, od leta 2021 pa tudi član poslanske skupine AfD v Bundestagu. Na zveznih volitvah leta 2025 je kandidiral za saško stranko AfD, potem ko je prvotno napovedal upokojitev iz politike , in osvojil neposredni mandat. 
Gauland je bil član CDU od leta 1973 do 2013. Med svojo strankarsko kariero je delal na frankfurtskem magistratu in na zveznem ministrstvu za okolje, od leta 1987 do 1991 pa je vodil hesensko državno kanclerstvo pod vodstvom ministrskega predsednika Walterja Wallmanna, ki je bil njegov mentor.Kontroverzna odločitev o premestitvi, ki jo je Gauland sprejel kot vodja državnega kanclerskega urada, se je v nemško literaturo znašla pod imenom afera Gauland.Med letoma 1991 in 2005 je bil urednik dnevnega časopisa Märkische Allgemeine s sedežem v Potsdamu in je objavljal številne članke, med drugim tudi vodnik o konzervativizmu.Nazadnje je bil vodilni mislec Berlinskega kroga .
Gauland je ustanovni član protievropske volilne alternative 2013 in iz nje nastale stranke "Alternativa za Nemčijo" (AfD). Bil je predsednik stranke AfD Brandenburg.Po volitvah v Brandenburgu leta 2014, na katerih je bil vodilni kandidat, je postal vodja poslanske skupine svoje stranke in višji poslanec v brandenburškem deželnem parlamentu.Skupaj z Alice Weidel je bil vodilni kandidat AfD na zveznih volitvah leta 2017, osvojil sedež v Bundestagu in bil nato izvoljen za sopredsednika parlamentarne skupine. 2. dne Decembra 2017 je bil Gauland na strankarski konferenci v Hannovru izvoljen za drugega zveznega tiskovnega predstavnika stranke AfD, poleg Jörga Meuthena.30. novembra 2019 je bil za njegovega naslednika izvoljen Tino Chrupalla, potem ko je Gauland zavrnil ponovno kandidaturo. 
Še posebej med kampanjo za zvezne volitve leta 2017 so bile Gaulandove izjave večkrat dojete kot rasistične in revizionistične. Glede na študijo, predstavljeno januarja 2019, Zvezni urad za zaščito ustave potrjuje, da ima Gauland "etnično-nacionalistične poglede na družbo" in " obremeni tiste, ki niso del njegove lastne, nadgrajene skupine". Trdi, da "namerno delegitimizira" verodostojnost parlamentarne demokracije. Gauland s svojimi izjavami, na primer o migrantih ali nacistični preteklosti Nemčije, vedno znova sproža polemike. 

## Življenje

### Izvor in mladost
Alexander Gauland se je rodil leta 1941 v Chemnitzu na Saškem kot sin policijskega podpolkovnika Alexandra Gaulanda (* 1881), ki je bil upokojen leta 1936.    Oče je delal na saksonskem kraljevem dvoru v Dresdnu. Sina je poimenoval po ruskem carju Aleksandru I.  Alexander Gauland je odraščal v Chemnitz-Kaßbergu, za katerega je bilo pred drugo svetovno vojno značilno, da je tam živel višji sloj , in tam od leta 1946 obiskoval šolo v sovjetski coni in kasneje v NDR, najprej tamkajšnjo šolo André in nato srednjo šolo Goethe v Karl-Marx-Stadtu. Po končani srednji šoli v NDR leta 1959 na Friedrich-Engels-Oberschule,  prav tako v mestu Karl-Marx-Stadt, je pobegnil iz NDR v Zvezno republiko Nemčijo,  ker mu je bila po lastnih izjavah odvzeta možnost študija.  Sprva je bil nastanjen v zasilnem sprejemnem taborišču Marienfelde (Berlin) , nato pa  v Giessenu v Hessnu. 

### Študij prava v Marburgu in Giessenu
Zahodnonemški dopolnilni izpit za maturo NDR je opravil v Darmstadtu leta 1960 , zgodovino in politologijo ter pravo pa je od leta 1960 naprej študiral na Univerzi Philipps v Marburgu in Univerzi Justusa Liebiga v Giessenu. V Marburgu je bil vključen v Krog krščanskodemokratskih študentov (RCDS) in kot univerzitetni starešina predsedoval študentski skupščini (kot naslednik Walterja Wallmanna ).  Po končanem študiju je trpel za hudo depresijo in šest tednov preživel v psihiatrični bolnišnici v Bonnu.  Leta 1970 je na Pravni fakulteti in političnih znanosti  Univerze v Marburgu doktoriral iz prava pod vodstvom strokovnjaka za mednarodno pravo Gerharda Hoffmanna z disertacijo z naslovom "Načelo legitimnosti v državni praksi od Dunajskega kongresa naprej ".   Prvi pravniški državni izpit je opravil v Hessnu leta 1966, drugi pravniški državni izpit pa leta 1971. 

### Politična kariera v CDU

#### Postaje v Bonnu, Edinburghu in Frankfurtu na Majni
Po doktoratu je od leta 1970 do 1972 delal v Uradu za stike z javnostmi in informiranje zvezne vlade v Bonnu, od leta 1974 do 1975 je bil tiskovni ataše na generalnem konzulatu v Edinburghu na Škotskem, nato pa v parlamentarni skupini CDU/CSU v Bonnu. 
V Bundestagu je srečal svojega mentorja Walterja Wallmanna, takratnega podpredsednika parlamentarne skupine Unije. Potem ko je Wallmann postal parlamentarni vodja, je Gauland, ki se je leta 1973 pridružil CDU,  na Wallmannovo prošnjo postal njegov osebni svetovalec. Gaulandu je zelo zaupal in ga v svoji avtobiografiji (2002) pohvalil kot "izjemno izobraženega, nikakor ne vedno odprtega za zahteve politične taktike, zanimal se je za vsa vprašanja in predvsem kot človeka, ki je znal združiti zvestobo s pogumom, da bi nasprotoval cilju". Bil je "pomemben svetovalec". 
Zaradi dobrega rezultata CDU Hesse na lokalnih volitvah v Hessnu leta 1977 se je Gauland preselil v Römer v Frankfurtu na Majni. Wallmann in njegovi kolegi so želeli ustaviti uspeh socialnih demokratov na zvezni ravni s spremembo politike v nekdanji levičarski trdnjavi.  Tam je bil osebni asistent, pisec govorov in vodja pisarne  župana Wallmanna.  Kot mestni direktor Frankfurta je med drugim organiziral prevoz vietnamskih beguncev ( ljudi s čolnov ) v hessensko metropolo.  Z Wallmannom, ki je postal prvi zvezni minister za okolje, varstvo narave in jedrsko varnost v kabinetu Kohla II, se je leta 1986 preselil na zvezno ministrstvo v Bonnu, kjer je pomagal ustanoviti centralni oddelek . 

#### Državni sekretar v Hessnu
Po zmagi na deželnih volitvah v Hessnu leta 1987 je postal državni sekretar in vodja hesenskega državnega kanclerskega urada v Wiesbadnu pod vodstvom ministrskega predsednika Wallmanna. Politolog Eike Hennig je Gaulanda videl kot "liberalno-konservativnega" politika, ki pa je med volilno kampanjo igral vodilno vlogo v "kampanji proti integracijski imigracijski politiki ".  Za izvedbo akcijskega programa Hesse-Thuringia, investicijskega programa za obnovo vzhoda, mu je bilo leta 1989 zaupano vodenje delovne skupine kabineta, v kateri sta bila tudi državna sekretarja Dieter Posch (FDP) in Claus Demke (CDU). 
16. februarja 1993 se je v časopisu Frankfurter Rundschau pojavil oglas, ki se je nanašal na javno razpravo 24. februarja 1993 na temo "Državljanstvo, priseljevanje in azil v kozmopolitski Nemčiji" v dominikanskem samostanu v Frankfurtu. Poleg Gaulanda so kot udeleženci razprave imenovani Winfried Hassemer, Dieter Hooge in drugi. Besedilo je spremljala izjava, ki so jo podpisali številni vidni ljudje (med njimi Ignatz Bubis, Daniel Cohn-Bendit, Joschka Fischer in Marcel Reich-Ranicki). Vseboval je stavke, kot je ta: "Kar lahko dosežemo, je moderna Nemčija, ki se bo lahko pridružila Evropi. Potrebna je pragmatična in humana imigracijska politika. Potrebujemo inteligentno in odgovorno azilno politiko, ki v osnovi podpira zavezanost družbe k velikodušnosti." Govorilo se je tudi o "republiki, ki je kot odprta družba pustila za seboj svojo 'etnični' avoportret".  
Njegov poskus premestiti višjega ministrskega svetnika Rudolfa Wirtza (SPD), da bi naredil prostor za svojega strankarskega kolega Wolfganga Egerterja, je privedel do večstopenjskih postopkov pred upravnimi sodišči in državnopolitične polemike,  znane kot " afera Gauland ".  V tem primeru se je razpravljalo o Egerterjevi preteklosti v Witikobundu , Gauland pa je moral med postopkom podati izjave pod prisego. Izkazalo se je, da so te lažne. Pisatelj Martin Walser je zgodbo skupaj z njenimi protagonisti obdelal v zelo priznanem romanu Finks Krieg v obliki ključa, ki ga je leta 1996 izdala založba Suhrkamp Verlag.  Gauland je resnični model za enega od glavnih likov po imenu Tronkenburg.  V odgovor je Walserja obtožil nepoznavanja lokalnih razmer.  Po mnenju pravnega strokovnjaka Heinza Müller-Dietza se je Gauland označil za "žrtev svojeglavega protagonista". 

#### Generator idej "Berlinskega kroga"
Tako kot Hans-Joachim Schoeps in Günter Rohrmoser je veljal za enega od konservativcev v krogu CDU/CSU.  Gauland, ki je v zadnjih letih kritiziral smer CDU pod kanclerko Angelo Merkel  in je bil nazadnje zamisel konservativnega " Berlinskega kroga "znotraj stranke,   je marca 2013 po mnogih letih članstva zapustil CDU.  Pred tem si je prizadeval za dialog z različnimi predstavniki na dogodkih strank, mladinskih organizacij in fundacij . 

### Založnik revije "MAZ"
Od leta 1991 do 2005 je bil Gauland soupravni direktor ( generalni zastopnik ) Märkische Verlags- und Druck-Gesellschaft, ki je bil takrat del založniške skupine Frankfurter Allgemeine Zeitung (FAZ), in založnik Märkische Allgemeine (MAZ) v Potsdamu.  Po padcu berlinskega zidu je bil odgovoren za proces prehoda iz nekdanjega organa SED v neodvisni dnevni časopis. Bralci so bili politično socializirani drugače, kar mu je predstavljalo večje izzive.  Neizkušeno nadaljnje zaposlovanje politično pristranskih urednikov je prav tako vodilo do težav z verodostojnostjo, je Gauland samokritično priznal za nazaj.  Leta 1993 je Gauland sopodpisal poziv "Frankfurtska intervencija – Jens Reich naj postane zvezni predsednik". Poleg uredniškega dela je Gauland delal tudi kot svobodni novinar za MAZ. Zgodovinar Michael Stürmer (2005) je objavljene prispevke opisal kot "filozofsko-politične razprave". 
V poročilu (Kadrovski in institucionalni prehodi v brandenburški medijski krajini), ki ga je leta 2011 za preiskovalno komisijo 5/1 brandenburškega deželnega parlamenta pripravila politologinja Ariane Mohl, članica državnega raziskovalnega združenja SED, je bilo navedeno, da Gauland ni "odkrito in pregledno obravnaval preteklosti urednikov MAZ" v NDR. Čeprav sta bila med njegovim mandatom zaradi njune preteklosti v Stasi odpuščena dva nekdanja glavna urednika, ostaja nejasno, "katera merila je Gauland uporabil pri pregledu posameznih primerov". 
Leta 2011 je Gauland v članku trdil, da Brandenburg "nima meščanske zgodovine in zato nima meščanske tradicije". To je sprožilo medijsko podprto razpravo v deželni politiki, v kateri so sodelovali vodilni politiki iz skoraj vseh frakcij, med katero ga je predsednica CDU Brandenburg in poslanske skupine CDU v deželnem parlamentu Brandenburga, Saskia Ludwig, obtožila, da je "lastne napake iz obdobja po združitvi prevalil na domnevno proletarizirano, nezrelo strukturo prebivalstva v Brandenburgu". 

### Strankarsko-politična preusmeritev

#### Funkcionar stranke AfD
Skupaj s članoma CDU Konradom Adamom in Berndom Luckejem ter Gerdom Robanusom je bil septembra 2012 ustanovni član stranke Alternativa na volitvah leta 2013.  Aprila 2013 je bil na ustanovni konferenci stranke skupaj s Patricio Casale in Rolandom Klausom izvoljen za namestnika tiskovnega predstavnika evrsko kritične stranke AfD.  Februarja 2014  je bil izvoljen na deželni strankini konferenci v Großbeerenu  proti tekmecu s približno 77 glasovi. Odstotek  glasov za predsednika stranke AfD Brandenburg, ki je nasledil Rolanda Scheela, ki je odstopil decembra 2013. 
Po mnenju opazovalcev je stranka hitro izkoristila njegove in Adamove poklicne izkušnje v medijih.  Gauland je s kontroverznim dokumentom, v katerem je zagovarjal zbliževanje z Rusijo, zaostril zunanjepolitični profil stranke AfD.  V javnosti je veljal za Luckejevega notranjestrankarskega nasprotnika. Tudi družboslovci ga uvrščajo med pripadnike desnega krila stranke AfD, ne nazadnje zaradi njegovih političnih odločitev.   Raziskovalci, kot so David Bebnowski,  Franz Walter, Lars Geiges,  Stine Marg,  Alexander Häusler,  Gudrun Hentges,  Jürgen W. Falter,  Frank Decker,  Sebastian Friedrich,  Lothar Probst,  Susanne Merkle  in Elmar Wiesendahl  to in Gaulandovo vlogo v stranki opisujejo kot pretežno nacionalno ali desnokonservativno .
Po Gaulandovih besedah AfD, ki jo imenuje "stranka malih ljudi",  ponuja politični dom za "dolgo zakopan nacionalno-liberalni odnos do življenja, ki ni ne desni ne levi, ampak globoko človeški, konzervativni ne v političnem smislu, temveč v vsakdanjem smislu".  Poleg "ekonomsko izobraženih ekonomskih liberalcev " gre za gibanje " protestnih volivcev " z "nacionalno konservativno" in "nacionalno liberalno" usmeritvijo.  Prepričan je, da bo prevzela zapuščino FDP . 
V študiji o stranki AfD Brandenburg, ki jo je naročila Leva stranka Brandenburg ("Če poimenujem tisto, kar ljudi zadeva, sem demokrat", 2014), sta Christoph Kopke in Alexander Lorenz iz Centra Moses Mendelssohn za evropsko-judovske študije v Potsdamu obravnavala Gaulandov stik z revijo Compact Jürgena Elsässerja in njegovo predavateljsko dejavnost v bratovščinah. Wolfgang Storz iz sindikatu povezane fundacije Otto Brenner, ki je izvedel študijo o politični in novinarski mreži Querfront, se je skliceval tudi na Gaulandove intervjuje in pisanje za revijo Elsässer.  Po mnenju opazovalcev je za vodenje znotrajstrankarskih razprav uporabljal tudi novi desničarski tednik Junge Freiheit. Bil je tudi govornik v novi desničarski Knjižnici konservativizma v Berlinu, na tako imenovani mirovni konferenci Compact v Berlinu in v Društvu za državno in ekonomsko politiko v Hamburgu, kot sta Kopke in  Lorenz dodala v članku iz leta 2016. 
Marca 2015 je bil eden prvih, ki je podpisal  tako imenovano "Erfurtsko resolucijo", ki sta jo sprožila voditelja dežel Björn Höcke iz Turingije in André Poggenburg iz Saške-Anhalta.  Aprila 2015 je bil na deželni strankini konferenci v Pritzwalku ( okrožje Prignitz ) ponovno izvoljen za predsednika dežele z 88,7 odstotka  glasov.  Na izredni zvezni strankarski konferenci AfD v Essnu julija 2015, kjer je Petry premagal Luckeja, je bil ponovno izvoljen za namestnika zveznega tiskovnega predstavnika z 83,8 odstotka glasov, tokrat skupaj z Beatrix von Storch in Albrechtom Glaserjem . 
Po Kopkeju in Lorenzu (2016) Gauland v zadnjem času "še bolj prilagaja AfD ostrejši desničarski smeri"  kar je presenetljivo, saj je prej veljal za konservativca, a integritetnega, tudi v akademskih krogih .Njegova izjava, da je bila razprava o begunski krizi v Nemčiji od leta 2015 "darilo" za njegovo stranko, je bila po mnenju Häuslerja in Virchowa del poskusov AfD, da se profilira kot "stranka proti beguncem " in s tem kot "politična upravičenka vala rasističnih protestov".  Za Häuslerja, ki Gaulandu včasih pravi, da ima "desničarski populistični slog"  in ga ima za "spin doktorja" stranke , politik podpira Höckejevo namero, da AfD uveljavi kot "desničarsko ' gibanje '". Oba sta na demonstracijah v Vzhodni Nemčiji imela govore z "nacionalističnim patosom " in poskušala združiti moči z radikalno desnico v Evropi: Leta 2016 so Gauland, Höcke in Poggenburg povabili ljudi na zabavo z generalnim sekretarjem FPÖ in poslancem Evropskega parlamenta Haraldom Vilimskyjem v Nauenu v Brandenburgu.  Poleg tega je Gauland na shodu 2. junija 2016 v Elsterwerdi uporabil slogan "Danes smo strpni, jutri pa tujci v lastni državi" v povezavi z domnevno nevarnostjo tuje infiltracije, kar je sprva zanikal v oddaji Anne Will, a po posnetku priznal (prvotno je ta stavek izviral iz refrena pesmi "Tolerant und geisteskrank" z zgoščenke Adolf Hitler lebt! desničarske skrajne skupine "Gigi und Die braunen Stadtmusikanten" glasbenika Daniela Gieseja ).  Po besedah Elmarja Wiesendahla bo to "porušilo" požarni zid, postavljen na desni strani unijskih strank, in "zgradilo mostove do nacionalno-konservativne-etnične ideologije", ki bi lahko vključevala tudi " rasno ideologijo " in "desničarski ekstremizem". 
Na strankarski konferenci AfD aprila 2017 je bil skupaj z Alice Weidel izvoljen za vodilnega kandidata v kampanji za zvezne volitve.  Po konferenci stranke so vodilni kandidati prekinili komunikacijo z zvezno tiskovno predstavnico AfD Frauke Petry ;  ta je avgusta 2017 izrazila pripravljenost za pogovor z Weidelom in Gaulandom. 
Med zvezno volilno kampanjo leta 2017 je Gauland pritegnil pozornost z rasističnimi in revizionističnimi izjavami.  V tednu pred volitvami se je Petryjeva  distancirala od Gaulanda in Weidela ter izrazila razumevanje za volivce, ki so bili nad njunimi izjavami "zgroženi". 

#### Poslanec deželnega parlamenta Brandenburga
Gauland je bil že vodilni kandidat stranke AfD Brandenburg na zveznih volitvah leta 2013,  ki so prejele 6,0 odstotka glasov v drugem krogu. Na volitvah v Brandenburgu leta 2014 je bil ponovno vodilni kandidat in je kandidiral kot neposredni kandidat v deželnem volilnem okraju Potsdam I (volilni okraj 21). Pomembne teme volilne kampanje so bile: Letališče Berlin Brandenburg, notranja varnost in priseljevanje. Akademski kolektiv Nicole Berbuir, Marcel Lewandowsky in Jasmin Siri v Gaulandovi ponudbi tako levičarskim kot desničarskim volivcem v Brandenburgu vidi znake "vsesplošne protestne stranke".  Dosegel je 7,2 odstotkov  prvih glasov in 7,5 odstotka  drugih glasov ter je bil izvoljen v 6. krog prek deželne liste AfD. Izvoljen je bil Brandenburški deželni parlament.
21. septembra 2014 je bil soglasno izvoljen za vodjo skupine.  V svojem govoru kot najstarejši član državnega parlamenta na otvoritvi državnega parlamenta je govoril o tezah britanskega državnika in filozofa Edmunda Burka o vlogi imperativnega mandata. Druge skupine so to večinoma pozitivno sprejele. 
Leta 2015 sta Gauland in Markus Frohnmaier v Sankt Peterburgu srečala Aleksandra Dugina, čigar evrazijske ideje je Gauland opisal kot "zanimive"   .Stroške potovanja je krila " Fundacija sv. Vasilija, ki jo podpira oligarh, zvest Putinu." 
Gaulanda že leta še posebej zanima kulturna politika, za katero meni, da je "izgubila veliko pomena". Primanjkuje legitimnosti in financiranja. Še posebej " visoka kultura se sooča z vse večjimi težavami".  V brandenburškem deželnem parlamentu je bil polnopravni član glavnega odbora A1 in odbora za znanost, raziskave in kulturo A6. Od zveznih volitev leta 2017 Gauland ni več poslanec v brandenburškem deželnem parlamentu. 
Potem ko je odstopil s položaja predsednika dežele Brandenburg, je Gauland postal častni predsednik deželnega združenja AfD. 

### Poslanec v nemškem Bundestagu in vodja stranke
Alexander Gauland je kandidiral kot neposredni kandidat v volilnem okraju Bundestaga Frankfurt (Oder) – Oder-Spree in bil poražen z 21,9 glasovi. % kandidatu CDU Martinu Patzeltu, ki je prejel 27,1 % prvih glasov.  Na listi AfD Brandenburg je bil izvoljen na prvo mesto in se je na zveznih volitvah leta 2017 prek te liste uvrstil v nemški Bundestag. 
Zvezna konferenca stranke ga je 2. decembra 2017 z 68 odstotki glasov izvolila za zveznega tiskovnega predstavnika stranke Alternativa za Nemčijo, kot enega od dveh tiskovnih predstavnikov skupaj z Jörgom Meuthenom.
Glede na raziskavo Zeit Online je Gauland, tako kot osemnajst drugih članov svoje poslanske skupine, najel osebje iz desničarskega skrajnega okolja za izvajanje svojega mandata in podporo svojemu parlamentarnemu delu:  Do januarja 2018 je zaposloval nekdanjega člana prepovedane stranke Heimattreuen Deutschen Jugend (HDJ), ki je pred tem vsaj od začetka leta 2015 delal kot svetovalec za promet in evropsko politiko v poslanski skupini Brandenburg AfD,  kot je Gauland potrdil za FAZ. Po poročanju Zeit Online je bil še en Gaulandov zaposleni, ki je prihajal iz Brandenburga, aktiven na berlinski neonacistični sceni.Spomladi 2016 so organizatorji neonacističnega koncerta v Turingiji osebo z njegovim imenom registrirali kot stevarda. Preden se je zaposlil pri Gaulandu, je delal kot pripravnik v parlamentarni skupini AfD v Potsdamu, kjer je pritegnil pozornost s svojimi skrajno desničarskimi stališči. 
21. marca 2021 je bil Alexander Gauland izvoljen na deželni konferenci stranke AfD v Frankfurtu s 192 od 290 veljavnih glasov. Prvi kandidat z liste Brandenburga je bil ponovno izvoljen za vodilnega kandidata na zveznih volitvah leta 2021.Čeprav je Gauland že nekaj časa prej napovedal, da se bo zaradi visoke starosti umaknil iz politike, se je odločil, da bo ponovno kandidiral za poslanca v Bundestagu. To odločitev je utemeljil z besedami, da bo s svojimi izkušnjami pomagal – po njegovem mnenju – ogroženi poslanski skupini AfD v Bundestagu doseči nadaljnjo stabilnost. V okviru tega je na deželni strankini konferenci v Frankfurtu ponovno kritiziral zveznega tiskovnega predstavnika Jörga Meuthena zaradi njegovih ostrih kritik na zadnji zvezni strankini konferenci AfD v Kalkarju leta 2020. 
Na zveznih volitvah septembra 2021 je bil Gauland ponovno izvoljen v nemški Bundestag, vendar tokrat ni kandidiral za mesto vodje poslanske skupine AfD. Vendar je bil, podobno kot na prejšnjem položaju zveznega tiskovnega predstavnika stranke, imenovan za častnega predsednika parlamentarne skupine. 
Kot najstarejši poslanec Bundestaga v 20.Vzakonodajnem obdobju leta 2016 bi Gauland postal najstarejši poslanec Bundestaga, ko bi AfD vstopila v nemški Bundestag, in bi mu tako bilo dovoljeno imeti otvoritveni govor. Z absolutno večino poslancev Bundestaga 26. 1. oktobra 2021 je bil predlog stranke AfD zavrnjen, zaradi česar seji ne bi predsedoval najstarejši poslanec Bundestaga, kot pred letom 2017, temveč bi jo ponovno vodil najdlje delujoči poslanec Bundestaga, Wolfgang Schäuble, kot predsednik Bundestaga. 
Leta 2024 je pri 84 letih prehitel Marie-Elisabeth Lüders in postal, po Konradu Adenauerju, drugi najstarejši poslanec, ki je kdajkoli sedel v Bundestagu.
Gauland sprva ni želel ponovno kandidirati na zveznih volitvah leta 2025.  Vendar je novembra 2024 napovedal, da bo kandidiral kot neposredni kandidat v svojem domačem kraju Chemnitz.  Z 32,2 S 100 % prvih glasov je zmagal v volilnem okraju Chemnitz in bil ponovno izvoljen v Bundestag.

#### Odvzem imunitete
Z resolucijo nemškega Bundestaga je bila 30. junija 2019 odvzeta imuniteta Alexandru Gaulandu kot poslancu Bundestaga. Januar 2020 odpravljeno. Večina poslancev AfD se je glasovanja vzdržala. Javno tožilstvo v Frankfurtu na Majni je zahtevalo začasno ustavitev opravljanja dejavnosti, da bi lahko preiskovalo kazenski postopek. Po besedah višje javne tožilke v Frankfurtu Nadje Niesen je Gauland osumljen zasebne davčne utaje v petmestni višini. Njegovo stanovanje v berlinskem predmestju Potsdam so preiskovalni organi opoldne dve uri preiskovali. Preiskave so se nanašale le na registrirani naslov osumljenca. Preiskovalci so v oceno vzeli dve ovojnici, polni dokumentov. Pisarne Bundestaga niso bile preiskane.   Tiskovni predstavnik poslanske skupine AfD je za AFP povedal, da se preiskave nanašajo na star primer iz predlanskega leta. Skupina namerava o tem podati podrobnejše komentarje.  

### Družina in religija
Gauland je ovdovel  in oče hčerke Dorothee (* 1983).  Od leta 1993 živi v vili v berlinskem predmestju Potsdam, nedaleč od Svetega jezera.  Njegova partnerica Carola Hein je bila lokalna urednica pri časopisu Märkische Allgemeine, ki ga je Gauland izdajal do leta 2005. 
Sin njegovega partnerja, svetovalec za odnose z javnostmi Stefan Hein, je prav tako član stranke AfD in je bil leta 2014 skupaj s stranko Gauland izvoljen v brandenburški deželni parlament, vendar sprva ni hotel sprejeti njegovega mandata zaradi domnevno lažnega poročila o notranjih strankarskih zadevah za Der Spiegel .Kasneje je to odločitev razveljavil. Potem ko je bil izključen iz poslanske skupine AfD, je bil do leta 2019 nepovezani poslanec . 
Hči Alexandra Gaulanda, protestantska pastorica Dorothea Gauland, ki je prej delala v dekaniji Dreieich Evangeličanske cerkve v Hessnu in Nassauu, od avgusta 2019 pa kot ekumenska pastorica v Mainzu,  se je februarja 2016 javno distancirala od očetovih izjav o begunski politiki.  Aktivno sodeluje pri pomoči beguncem.  1. decembra 2023 je bila imenovana za regionalno pastorico Evangeličanske cerkve EKBO na delovno mesto, povezano z Berlinsko misijonsko družbo.Namenjen je spodbujanju medverskega dialoga. 
Alexander Gauland sam poroča o sporih z nekaterimi člani svoje družine, ki so z njim prekinili stike zaradi njegove politične vloge v AfD. To velja za skoraj vse sorodnike njegove žene, s katerimi so skupaj praznovali družinska praznovanja.  Gauland je član protestantske cerkve in ji po lastni izjavi pripada "iz spoštovanja do družinske tradicije". 

## Politična stališča

### Zunanja in varnostna politika
Gauland zavzema pragmatično stališče, da v resnici ni politično konzervativne zunanje politike, temveč da je ta lahko pravilna ali napačna le glede na interese države, kot je Nemčija.  Po mnenju opazovalcev si prizadeva za oblast in realpolitiko, ki je usmerjena v nacionalne interese. To je delno v nasprotju z zahodnimi povezavami in Natom . 

#### Stališče za zunanjo politiko
Pred zveznimi volitvami leta 2013 je Gauland predstavil dokument o zunanjepolitičnem stališču, ki ga je sam pripravil in je temeljil na zavezniški politiki Otta von Bismarcka, v akademskih krogih pa ga imenujejo tudi "Bismarckov dokument" .Predstavitev je potekala med tiskovno konferenco AfD,  vendar nikoli ni bila del uradnega programa stranke ali volitev. Na strankarski konvenciji oktobra 2013 je Gauland spodbudil stranko, naj njegov predlog vključi v strankarski program AfD in naj "samostojno opredeli nacionalne interese".  Opazovalci vidijo tudi povezavo s programom AfD.  Gauland se posebej zavzema za večji poudarek na nacionalnih interesih. Vendar je podprl trdno zasidranost Nemčije v zahodni varnostni arhitekturi Nata pod vodstvom ZDA. Hkrati je pozval k skrbnemu gojenju odnosov z Rusijo, saj je Rusija igrala pozitivno vlogo pri ključnih mejnikih nemške zgodovine, vendar se ni vedno mogla zanesti na zahodne obljube. Zavračal je misije Bundeswehra zunaj ozemlja Nata, na primer v Afganistanu, vendar ni načeloma izključil možnosti intervencij na evropskem obrobju, na primer v Severni Afriki, če bi bili prizadeti osrednji nemški interesi. Gauland jasno zavrača vstop Turčije v EU : "Po mnenju AfD se Evropa konča na Bosporju.Z vstopom Turčije bi Evropa izgubila svojo zahodno identiteto." Gauland je zavrnil vojaški napad na Asadovo vlado v sirski državljanski vojni.Glede ponavljajočih se zagotovil kanclerke Merkel, da je pravica Izraela do obstoja del državnega razloga Zvezne republike Nemčije, je Gauland poudaril, da Nemčija v primeru konflikta ne bi bila niti pravno niti strateško v položaju, da bi dejansko "uresničila" takšne izjave. 
Po mnenju politologa Marcela Lewandowskega dokument odraža "protievropsko stališče stranke".  Po mnenju politologinje Viole Neu ima "nacionalistične prizvoke".  Po mnenju politologov Guntherja Hellmanna, Wolfganga Wagnerja in Rainerja Baumanna bi Gaulandova pobuda lahko "ponovno naredila protifrancosko zamerljivost sprejemljivo". 
nemški raison d'état ", ker politika nacionalnih interesov ni več mogoča brez Evrope ali celo proti njej. Nemčija lahko vpliva le z izvajanjem politik znotraj Evropske unije. Držanje zgodovinsko razvite britanske "posebne poti" in s tem ohranjanje kultivirane distance od celinske Evrope ni v skladu s časom.  Glede na zgodovinske izkušnje evropski federalizem ne bo prevladal zaradi ponavljajočih se nacionalizmov.Namesto tega se je "evropski projekt" najkasneje do leta 2005 "izčrpal".  Zato vidi tudi prihodnje širitve Evropske unije (npr. B. okoli Turčije). 

#### Stališča glede Rusije in Ukrajine
V govoru ob ruski priključitvi Krima marca 2014 je Gauland priznal, da je bilo to dejanje nedvomno dejanje, ki je "v nasprotju z mednarodnim pravom". Dodal je trditev, da bi se "legitimnost dejanja" lahko "presojala drugače kot njegova zakonitost". Po mnenju Volkerja Weißa tukaj sije koncept suverenosti nacističnega odvetnika in političnega teoretika Carla Schmitta, "po katerem se pristna vladavina dokazuje s tem, da se lahko dvigne tudi nad pravni okvir". Po Gaulandovih besedah se je Putin "spomnil stare ruske, carske tradicije: zbiranja ruske zemlje". Rusija ni mogla biti ravnodušna do Kijeva kot "osrednje celice Ruskega imperija", tako kot ne do Sevastopola.Četudi tega v "našem postjunaškem svetu" ne razumemo več, je to za Rusijo "še vedno živa realnost". Volker Weiß govori o "želji izkušenega politika Gaulanda, da bi svojo argumentacijo obogatil z […] junaškimi miti."  Gauland je zavrnil sankcije proti Rusiji zaradi priključitve. 
Leta 2014 je sodobni zgodovinar Heinrich August Winkler izjavil, da je bil Gauland eden tistih Putinovih zagovornikov, ki so kot "apologeti priključitve" Krima med vojno v Ukrajini od leta 2014 naprej zagovarjali " etnični nacionalizem ".  Leta 2014 sta akademika Christian Nestler in Jan Rohgalf zapisala, da Gauland igra v roke izolacionističnih tokov. Lahko bi na primer za eskalacijo v regiji okrivili širitev EU proti vzhodu in se označili za "varuha svetovnega miru ". 
Glede aretacije disidentskega blogerja Ramana Pratassevicha in njegovega dekleta Sofije Sapega maja 2021 po prisilnem pristanku letala Ryanair 4978 je Gauland izjavil, da podpira sankcije Evropske unije proti Belorusiji.
V času pred ruskim napadom na Ukrajino je Gauland pravico Ukrajine, da samostojno in suvereno izbira svoja zavezništva, označil za precej "teoretično pravico"; šlo je za skupno "identiteto" Ukrajine in Rusije ter resnično, dokazljivo ravnovesje moči. 
24. februarja 2022 se je začela ruska invazija na Ukrajino.28. aprila 2022 je Gauland v Bundestagu izjavil: "Rusija ne sme zmagati – Rusija tudi ne sme izgubiti." Sicer bi se lahko zatekla k jedrski možnosti. Februarja 2023 je Gauland med razpravo o predlogu AfD za "mirovno pobudo" v Bundestagu zahteval, da "nihče ne sme zmagati v tej vojni" in da ima mir možnost le, če "to končno sprejmemo in si prizadevamo za mirno rešitev".  AfD poziva k prekinitvi ognja in postopni odpravi sankcij proti Rusiji ter postopnemu zmanjšanju pomoči Ukrajini v orožju. V zameno bi se morale ruske čete umakniti iz Ukrajine, okupirane regije Lugansk, Doneck, Zaporiška in Herson pa bi postale mandatna ozemlja ZN. 9. maja 2023 se je s Tinom Chrupallo udeležil praznovanja dneva zmage na ruskem veleposlaništvu v Berlinu.  Znotraj poslanske skupine iz prepričanja podpira proruska stališča delovne skupine za zunanjo politiko poslanske skupine AfD, kljub nasprotovanju poslancev, kot so Jürgen Braun, Norbert Kleinwächter in Rüdiger Lucassen.Za Gaulanda so Rusi "sila, ki nasprotuje stališčem, ki so v Zahodni Evropi običajna, na primer do feminizma. Tako kot Madžarska. Tam obstaja določena sentimentalna simpatija."  V začetku leta 2025, malo pred zveznimi volitvami, je Gauland dejal, da je bila ta vojna napačna in nepravična, vendar da ni bila "naša vojna" in da "nas ne zadeva". Ukrajinski predsednik Volodimir Zelenski nas želi "spremeniti v vojno s trditvijo, da tudi Ukrajina brani našo svobodo". 

#### Stališča glede ZDA in Izraela
V članku What Remains of Europe (Kaj je ostalo od Evrope ) (2002) Združene države vidi "kot novi Rim, ameriški imperij, ki želi urediti svet po svojih lastnih idejah in se zdi vse manj nagnjen k upoštevanju interesov, kulturnih tradicij in zgodovinskih tradicij drugih". Nadalje zagovarja politiko ravnovesja moči in obtožuje nekdanjega kanclerja Gerharda Schröderja, da je nasprotoval vojni v Iraku (2003) iz notranjepolitičnih razlogov in s tem zaradi "ohranjanja oblasti" in "ne zaradi zgodovinskega znanja".  Gauland zavrača cilj spodbujanja demokracije s strani ZDA, kot je opisan v Nacionalni varnostni strategiji iz septembra 2002 (Busheva doktrina). 
Gaulandov poziv k bolj konzervativnemu skepticizmu do Amerike (2003) je kritiziral politični sociolog Michael Zöller.Zöller je menil, da je Gaulandov argument paradoksalen.Kar predstavlja, je zgolj "obramba statusa quo". Gauland v ospredje za Evropo postavlja "malo manj svobode, malo več vlade, manj individualnega bogastva in več socialne pravičnosti" ter pod krinko realizma širi znane predsodke proti Ameriki. 
Leta 2014 je komunikolog Tobias Jaecker nekatere Gaulandove izjave iz 2000-ih – na primer, govoril je o povečanju "skepticizma do Amerike" (Gauland) – ocenil kot del diskurza". Gaulandove izjave lahko beremo, kot da so Američani "mentalno omejeni in ozkogledi" ter "pestro ljudstvo brez lastne kulture". Poleg tega, kot je ugotovil pri Gaulandu, "nimajo resne zgodovine".  Poleg tega Gauland vidi bližnjevzhodni konflikt kot problematičen le v smislu "obstoja države Izrael in njene podpore s strani Amerike". Izrael je celo "tuje telo" (Gauland). 

#### Obrambna politika
V časopisnem članku iz leta 2012 je potrdil, da imajo Nemci "moten odnos do vojaške sile ", zagovarjal razumevanje vojne kot "nadaljevanja politike z drugimi sredstvi v smislu Clausewitza " in opozoril na "razpršen pacifizem".  Zvezni upravni sodnik Dieter Deiseroth je v pismu uredniku zapisal, da Gauland "s tem zanika prepoved kakršne koli uporabe vojaške sile v meddržavnih odnosih, ki je bila v Ustanovni listini ZN zapisana kot zgodovinski dosežek človeštva po zločinih druge svetovne vojne ". S tem se zaobidejo določbe ustavnega in mednarodnega prava ter se za opravičevanje kršitve zakona uporablja Bismarckov govor o krvi in železu . 

### Notranja politika

#### Socialna in ekonomska politika
V svojih knjigah Kaj je konzervativizem? (1991) in Vodnik po konzervativizmu (2002) je po Edmundu Burku opisal "skrbno ravnanje s tradicijami kot najplemenitejšo konzervativno nalogo" in pojasnil, da je "karkoli upočasni tempo, zaustavi propad z omejevanjem globalizacije, zato dobro in pravilno".  V nasprotju s tem sedanji gospodarski sistem izraža levičarske in razsvetljenske vrednote.Globalizacija in s tem ekonomizacija skoraj vseh področij življenja je abstrakcija družbenih modelov, ki jo je treba zavrniti.  Vendar pa akademski kolektiv Hans-Jürgen Arlt, Wolfgang Kessler in Wolfgang Storz v Gaulandovem konservativnem pristopu prepoznava večjo bližino politični levici. 
V svojih teoretičnih premislekih je Gauland opredelil dva bodoča kulturna okolja : na eni strani " liberalno - individualistično " in na drugi strani " vrednostno-konzervativno ".  Gaulandov model je sodoben, "konstruktiven konzervativizem" (Gauland),  ki se ne sme zanašati na nemške nacionalistične identifikacije in premagano predmoderno dobo, temveč je treba tradicije reorganizirati.  Zaradi tega so ga delno kritizirali konservativci, zgodovinar Hans-Christof Kraus pa ga je obtožil "pomanjkanja diferenciacije" pri soočanju s konservativizmom. Gauland poskuša prikazati konservativno revolucijo dvajsetih let 20. stoletja kot popolnoma zgrešeno.  Nasprotno, po osvobodilnih vojnah ni prišlo do odmika od "Zahoda" od konzervativizma.  Za politično sociologinjo Karin Priester (2007) "Gauland [uhaja] na meta-raven ". To temelji na "antropologiji, filozofiji ali teologiji" in ignorira družbeno-zgodovinska vprašanja. Napovedala je naraščajoči pritisk na konzervativizem, ki bo zaradi ustaljenih razlogov bolj verjetno zavrnil "obračanje k ljudem" in se postavil proti populizmu. 

#### Stališča do posameznih strank
Po mnenju politologov Franza Walterja, Christiana Werwatha in Oliverja D'Antonia Gauland ni zadovoljen s konkretnimi rezultati " intelektualnega in moralnega preobrata " iz osemdesetih let, ki ga je obljubil kancler Helmut Kohl. Posledično je kritiziral vse večjo izgubo konservativnega profila CDU. Predvsem so nacionalni konservativci skoraj popolnoma izumrli od konca Varšavskega pakta. Domnevno "socialno demokratizacijo" CDU vidi kot zavestno orientacijo vodstva stranke okoli Angele Merkel (od leta 2000), kar je postalo dejavnik za uspeh na volitvah. Vendar pa bi lahko buržoazno -konservativne stranke dolgoročno preživele le, če bi imele tudi družbeni profil, je menil Gauland.  Razvoj je zrcalna slika družbe in zato "izraz konsenzne demokracije in potrebe po varnosti".  Sodobni zgodovinar in politolog Arnulf Baring meni, da je Gauland predstavljal konzervativno in socialno CDU. 
Glede odnosa med CDU/CSU in Zavezništvom 90/Zelenimi (glej diskusijsko skupino Pizza Connection ) se je Gauland zavzemal za "spremembe s približevanjem" , s čimer je namigoval na konservativne vrednote Zelene stranke, ki jo je imel za meščansko.  V recenziji iz leta 1992 je zapisal: "Kar me pri novi knjigi Joschke Fischerja najbolj moti, je to, da se strinjam s skoraj vsakim stavkom. Res je, da je bil socializem velika napaka in je za seboj pustil ogromno kostnico v nekdanji Sovjetski zvezi.[...] Res je tudi, da je izvor vsega tega v Marxovi teoriji, ki je skoraj neizogibno morala privesti do tajne policije in terorja. Res je tudi, da bi bila Rusija brez tega groznega eksperimenta danes verjetno razvita industrijska država. In seveda ima Joschka Fischer prav, ko trdi, da je kapitalistični model boljši od socialističnega. [...] In seveda se lahko poistovetimo z zadnjim citatom Manèsa Sperberja, da bo v prihodnosti treba  'živeti zunaj absoluta in proti absolutu'."  
Vendar pa je nekdanjega socialdemokratskega kanclerja Gerharda Schröderja obtožil karierizma, ne da bi ponudil socialni koncept.  Politolog in publicist Albrecht von Lucke je komentiral: "Osupljivo zavezništvo med konservativnim publicistom Alexandrom Gaulandom in socialdemokratskim profesorjem Franzom Walterjem priporoča […], da se SPD spomni svoje tradicije kot državne stranke."  Gauland je nekdanjega zveznega ustavnega sodnika in publicista Uda Di Fabia opisal kot "filozofa sprememb", čigar "intelektualnega stališča glede izhodiščnega položaja velike koalicije […] ni mogoče preceniti".  Ekonomski novinar in publicist Rainer Hank je temu nasprotoval, da bi le "ljudje v Nemčiji, ki upajo na izhod iz stagnacije", Di Fabia videli kot "glavnega misleca". 
V nadaljnjih razmišljanjih Gauland ugotavlja vse večje neskladje med političnimi in ekonomskimi elitami na eni strani ter prebivalstvom na drugi.  V politiki menedžerji, svobodnjaki in drugi niso dobrodošli, temveč se tako tvori "zaprta družba".  Že leta 1991 je zahteval, da se "mora spremeniti družbena sestava političnega razreda ". To je nujno potrebno za dolgoročno stabilizacijo demokracije. 

#### Kulturna in izobraževalna politika
Glede razprave o "nemški Leitkultur ", ki se je začela leta 2000, je komentiral, da ima Nemčija težave pri prepoznavanju kulturnih in zgodovinskih razlik. Zaradi svojega " poznega rojstva " in pomanjkanja nacionalne tradicije je navsezadnje "družba brez samozavesti".  Sociologinja Eunike Piwoni mu je skupaj z Georgom Paulom Heftyjem, Jörgom Schönbohmom in Thomasom Gopplom potrdila "evropsko -kulturno nacionalno razumevanje v povezavi z državljanskim nacionalnim razumevanjem ".  To je v nasprotju z drugimi premisleki, ki so bolj osredotočeni na ustavni patriotizem  in ljubezen do domovine.
Gauland kritizira simboliko v sodobni Nemčiji, za katero pravi, da je v primerjavi z Združenim kraljestvom pomanjkljiva.  Kulturni politik Hilmar Hoffmann je izjavil, da ignorira "zgodovinsko gotovost, da v družbah preteklosti, za katere so bila značilna družbena protislovja, takšni simboli niso bili veljavni za vse in jih verjetno niso vsi sprejeli."  Strokovnjaka za desničarski ekstremizem Friedrich Paul Heller in Anton Maegerle sta podprla Gaulandovo analizo situacije, a sta ugovarjala z izjavo, da sta se "simbolika in desničarski ekstremizem pojavila prav tam, kjer naj bi [Britanci] vezali klobuke iz medvedje kože".  V članku iz leta 2001 je Gauland poudaril pomen evropskih kulturnih teoretikov, kot so Martin Heidegger, Oswald Spengler in Arnold J. Toynbee, glede na dogodke v ZDA, in zagovarjal: "Spet so potrebni razlagalci mitov!"  Kasneje se je pritoževal, da mislece, kot so Gottfried Benn, Ernst Jünger in Hans Sedlmayr ter druge, danes smatrajo za reakcionarne. V času globalizacije sodobni človek po Gaulandu  potrebuje "priložnosti za kulturno prebavo". 
V komentarju v Welt se je pisatelj Rolf Schneider lotil Gaulandovega eseja " Dvom o modernosti" (2007). Gaulanda je kritiziral zaradi mešanja "kulturne in politične modernosti". Po Schneiderjevih besedah Gauland v osnovi zavrača moderno umetnost zaradi domnevno napačnega prepričanja v napredek in totalitarizem.Vendar je kot "ključno pričo" navedel dunajskega umetnostnega zgodovinarja Hansa Sedlmayrja, ki se je postavil na stran nacionalsocialistov v njihovem boju proti " degenerirani umetnosti ".  Gauland je prejel podporo političnega novinarja in politologa Felixa Dirscha, ki je prepoznal Gaulandovo sposobnost razlikovanja med "antihumanističnimi" in "nacionalsocialističnimi" stališči.  Drugje literarni kritik Stephan Reinhardt ni maral Gaulandove podpore " Mosebachovemu bizarnemu, reakcionarnemu ponovnemu fevdalizmu " in njegovega obtoževanja francoske revolucije za domnevno nestrpno in nehumano modernost . 
Cilj doseganja enakih življenjskih pogojev z izobraževanjem je po Gaulandovih besedah mogoče doseči le delno. Poleg "krščanske morale", ki je po njegovem mnenju (in v njegovo lastno nezadovoljstvo) vse bolj potisnjena v ozadje, poziva k novim pristopom k rešitvam, ki presegajo "socialistično obljubo odrešenja" za ljudi, ki jih izobraževalni sistem ne doseže.Po mnenju politologa Franza Walterja prepoznava "neosocialdemokratsko himero družbe z izenačenimi možnostmi ". 

#### Politika spominjanja
Gauland je na srečanju AfD v Kyffhäuserju septembra 2017 v Turingiji pozval k temu , da se potegne črta pod obdobje nacionalsocializma.Gauland je bil mnenja, da če so Francozi "upravičeno ponosni na svojega cesarja " in "Britanci na Nelsona in Churchilla ", potem imajo Nemci "pravico biti ponosni na dosežke nemških vojakov v dveh svetovnih vojnah".  Gauland je v odgovoru na kritike pozneje izjavil, da ni povedal nič drugačnega od tega, kar je takratni francoski predsednik François Mitterrand povedal v govoru 8. maja 1995,  čeprav je bila ta razlaga z različnih strani kritizirana kot napačna.  Družboslovec Samuel Salzborn je izjavil, da je Gauland tako zagovarjal "popoln preobrat odnosa med storilcem in žrtvijo" in "enačil eno od osrednjih institucij antisemitske vojne za uničenje, nemški Wehrmacht, z zavezniškimi vojskami, ki za razliko od Nemcev niso vodile vojne za uničenje, temveč so preprečile nemškemu Wehrmachtu, da bi umoril še več ljudi"  Literarni znanstvenik Heinrich Detering je oporekal "logični neizogibnosti" občutka ponosa med različnimi narodi, ki ga Gauland tukaj predpostavlja, in se vprašal obratno: če so, kot trdi Gauland, Angleži ponosni na lorda Nelsona, zakaj "ne bi bili Nemci ponosni na primer na Angelo Merkel?" Poleg tega je presenetljivo, da je Gaulandova primerjava treh ljudi z "abstraktom", namreč "celoto", skoraj asimetrična: formulacija bi bila simetrična bodisi, če bi bila na eni strani britanska vojska in na drugi nemški Wehrmacht (kar bi pomenilo, "da so dosežki pri porazu nacionalsocializma prav tako občudovanja vredni kot dejanja samih borcev za nacionalsocializem") bodisi če bi primerjali vrhovne poveljnike - na eni strani Winstona Churchilla in na drugi Adolfa Hitlerja.  V intervjuju za Leipziger Volkszeitung je takratna zvezna tiskovna predstavnica Frauke Petry izrazila razumevanje, da so bili "volivci zgroženi" nad takimi izjavami,  ki jih je časopis interpretiral kot distanciranje od Gaulanda. 

V začetku junija 2018 je Gaulandova izjava na zveznem kongresu mladinske organizacije AfD, Mlada alternativa za Nemčijo (JA), med predavanjem, da sta bila Hitler in nacionalsocializem zgolj "ptičji iztrebek" v 1000 letih nemške zgodovine, sprožila kritike in ogorčenje med novinarji, političnimi nasprotniki in nekaterimi člani stranke. Gauland je dodal: "Samo tisti, ki priznavajo zgodovino, imajo moč oblikovati prihodnost [...] Da, priznavamo odgovornost za dvanajst let [...] Imamo slavno zgodovino – in ta, dragi prijatelji, je trajala dlje kot prekletih dvanajst let."[1] Novinar Peter Huth iz Die Welt je dvomil, da je Gauland nameraval provocirati, saj je sumil, "da misli točno to, kar pravi", kar jo dela tako slabo. Po besedah Eve Thöne iz Der Spiegla Gauland s tem relativizira "najosnovnejše strukture sobivanja v povojni Nemčiji, ki jih niso oblikovala tisočletja prej, temveč predvsem neposredno izkušnje nacistične dobe." Generalna sekretarka CDU Annegret Kramp-Karrenbauer je to opisala kot "klofuto žrtvam in takšno relativizacijo tega, kar se je zgodilo v imenu Nemčije". Generalni sekretar SPD Lars Klingbeil je Gaulandove besede označil za "šokantno trivializacijo nacionalsocializma". Predsednik Zelene stranke Robert Habeck je komentiral, da so takšne izjave "sistematične"; "krivulja AfD od evroskeptika do ksenofoba in nacionalizma" je "strma in padajoča". Mednarodni odbor za Auschwitz je Gaulandove "hladno preračunane in vnetljive izjave označil za preprosto ogabne".
Kritike so prišle tudi iz delov stranke AfD: poslanec Bundestaga Uwe Witt je tvitnil: "Največji nemški množični morilec, Hitler, nikakor ni ptičji iztrebek!" in se je "kot politik AfD opravičil vsem judovskim someščanom in žrtvam nacističnega režima ter njihovim družinam za to neverjetno trivializacijo s strani našega vodje stranke". Strankarska skupina Alternative Mitte je od Gaulanda zahtevala javno opravičilo: "To se ne sme zgoditi politiku, ki ima vsaj malo občutljivosti in občutka odgovornosti za našo zgodovino." Predsednik stranke Mlada alternativa Damian Lohr je pojasnil, da se sam ne bi izrazil na tak način in da je "odločno proti pogovoru o zgodovini, čeprav si seveda želimo ohraniti kulturo spomina". Nujnih sprememb v Nemčiji in Evropi ni mogoče doseči s seminarji o preteklosti. Gaulandov sopredsednik Jörg Meuthen se je sicer distanciral, a ga je tudi branil: Izjava je bila "izjemno nesrečna in izbira besed neprimerna", vendar je v kontekstu govora postalo "jasno, da nikakor ni trivializiral ali relativiziral grozljivih grozodejstev nacistične dobe, kot se mu zdaj refleksno očita". Predsednik turingijske stranke AfD Björn Höcke je Gaulandove kritike označil za "hipermoraliste" in "vrhunske frazeologe". Vsakdo, ki je tako kot ti poskrbel, da so "sistemi socialne varnosti prepuščeni plenjenju" in da se notranja varnost sesuje, ter je "vsaj posredno" odgovoren za to, da so "naše hčere in ženske nadlegovane, posiljene in ubite", je izgubil vsakršno pravico do moralnih izjav o politikih AfD. Gauland je kasneje sam izjavil, da je uporabil "eno najbolj prezirljivih karakterizacij", kar jih pozna nemški jezik. To "nikoli ne sme biti posmeh žrtvam tega kriminalnega sistema."  
V začetku maja 2020 je Redaktionsnetzwerk Deutschland več nemških politikov povprašala za mnenje o pobudi preživele holokavsta Esther Bejarano za obeležitev 8. maja. Maj, obletnica konca vojne in nacističnega režima leta 1945, državni praznik. Gauland je odgovoril: "Iz 8. maja ne moreš narediti srečnega dne za Nemčijo. (...) Za zapornike koncentracijskih taborišč je bil to dan osvoboditve. Bil pa je tudi dan absolutnega poraza, dan izgube velikega dela Nemčije in izgube možnosti, da bi oblikoval stvari."  Njegov negativni odnos so med drugim ostro kritizirali Cem Özdemir, Jan Korte in Lars Klingbeil. Ljudje, kot je Gauland, "nikoli več ne bi smeli dobiti priložnosti, da bi oblikovali Nemčijo".  Michael Kraske je opozoril, da je Gauland razglasil "občutke te vojne generacije za merilo za oceno zgodovinskega dne v demokratični sedanjosti". Vendar pa ni odločilen "prevladujoč občutek v Nemčiji ob koncu nacističnega režima […], temveč naša lastna premišljena in razsvetljena ocena". Kraske je kritiziral tudi Gaulandovo pripombo, da je 8. maj 1945 pomenil izgubo "ustvarjalnih možnosti", in spomnil, da so do takrat "le nacisti lahko  oblikovali Nemčijo". 

### Pravosodje in verska politika
Gauland meni, da je politična udeležba v državljanski neposlušnosti v širšem smislu (glej Daniel Cohn-Bendit ) neuporaben kriterij za odpor proti državni oblasti.Zagovarja uporabo zakonitosti proti nezakonitosti . 
Kritičen je bil do selitve zvezne prestolnice iz Bonna v Berlin (glej odločitev o prestolnici ). Po mnenju politologa in novinarja Tilmana Fichterja je Gauland v svojih publikacijah vodil nekakšno " kulturno vojno " zaradi " katoliško-konservativnih zadržkov do Berlina".  Zanj se je zdelo, da je stara Zvezna republika propadla, je dejal Eckhard Jesse . 
Po medijskem poročanju o škandalu zlorab v katoliški cerkvi (2010) je Gauland prepoznal novo "kulturo sumničavosti in ideoloških zatemnitev, ki izhajajo iz stoletnih bojev in se skoraj refleksno uporabljajo, ko se  stari jarki zdijo spet uporabni". 

#### Stališča glede islama
Leta 2001 je Gauland dejal, da se z islamom "po sekularizaciji Zahoda […] soočamo z zadnjo veliko, koherentno intelektualno silo, ki jo moramo spoštovati v njeni notranji vrednosti in ji moramo dati pravico, da avtonomno oblikuje svojo drugačnost". Literarni znanstvenik in publicist Richard Herzinger vidi Gaulanda kot konzervativnega kulturnega pesimista . 
Po besedah verskega učenjaka Michaela Blumeja je "zmagoslavno" pozdravil pozitivne javnomnenjske ankete o družbenih tezah Thila Sarrazina.V enem članku je Gauland govoril o " kontrapubliciteti " in "odtujenosti elit".  Politični in medijski znanstvenik Kai Hafez Gaulanda bolj uvršča na stran "socialne islamofobije " kot na stran multikulturnega priznanja. Poleg tega je Gauland pri obravnavanju islama podpiral tako imenovano "voljo ljudstva", kar pa po Hafezovih besedah ni moglo voditi do "enakosti za muslimane".  Gauland, ki je bil že član stranke AfD, je konec leta 2014 pokazal razumevanje za dresdenske protestnike gibanja " PEGIDA ".  Stranko vidi kot "naravnega zaveznika tega gibanja". 
V intervjuju za Junge Freiheit je Gauland izjavil, da AfD "ni krščanska stranka", temveč "nemška stranka", ki brani "kulturno tradicijo" pred "tujim priseljevanjem", ki "izvira iz islama". Uporablja "izraz 'Zahod', da bi ga ločil od islama". "Z zmago nad Turki pred Dunajem leta 1683 " je bila "dosežena jasna ločitev med Zahodom in ozemlji, ki jih  je okupiralo osmansko -muslimansko cesarstvo". 
Po poskusih nekaterih poslancev iz stranke AfD v Bundestagu, da bi spodbudili močnejše trgovinske odnose z Iranom – kljub nasilnemu zatiranju opozicije in protestnikov s strani iranske vlade – je Gauland konec leta 2022 za Die Welt povedal, da "islam in islamizem" "nista del Nemčije, ampak seveda del mnogih drugih držav" – "ni potrebe po posredovanju ali zavzemanju neposrednega nasprotnega stališča v teh državah". 

#### Stališča glede judovstva
Članek Gaulanda v Frankfurter Allgemeine Sonntagszeitung o temi Judov v naši družbi, ki je še vedno tabu (2000), v katerem je sprva pozitivno govoril o konservativnem britanskem državniku Benjaminu Disraeliju ( spreobrnjencu v anglikansko krščanstvo), je izzval kritike avtorja Tribüne Heinerja Otta. Gauland je podpredsednika Centralnega sveta Judov v Nemčiji Michela Friedmana označil za možen izgovor za naraščajoči antisemitizem v naši družbi. Njegove uvodne besede, da je bil Friedman "provokativno dobro oblečen", so služile tipičnim stereotipom o "bogatem"Judu.To po Ottovem mnenju prispeva k antisemitizmu.  Pedagoški znanstvenik Benjamin Ortmeyer, član upravnega odbora Sindikata za izobraževanje in znanost, je v pismu uredniku izjavil, da Gaulandov članek širi "neutemeljene in lažne antisemitske stereotipe". 
Leta 2014 je Gauland o antisemitskih izgredih muslimanov med protiizraelskimi demonstracijami dejal: "Še enkrat je jasno, da realnost razblini večkulturne sanje, ko je sovraštvo močnejše od integrativnih teženj gostiteljske družbe." Temu sovraštvu se je treba upreti "in jasno razlikovati med dovoljenim protestom proti Izraelu na eni strani in mizantropskim antisemitizmom na drugi strani […]". Grimm/Kahmann takšno kritiko antisemitizma med muslimani in priseljenci opisujeta kot "instrumentalno in ne predmet resnega razmisleka, saj služi predvsem kot moralna utemeljitev za protipriseljensko in nacionalistično politiko, ki si prizadeva prepovedati priseljevanje ljudi iz islamskih držav na vseh področjih". Tako se kritika antisemitizma upira "proti sodobni zakonodaji o državljanstvu in sodobni imigracijski politiki", hkrati pa se v družbi skoraj nobena od drugih oblik  antisemitizma ne problematizira. 

### Ekonomska in okoljska politika
Glede ekonomskih vprašanj Gauland poudarja, da sta "soglasje" in "stabilnost" pomembna stebra socialnega tržnega gospodarstva nemškega tipa. Nemčija se ni nikoli povezala s političnimi pristopi Margaret Thatcher in Ronalda Reagana. Politolog Falk Illing je po krizi subprime hipotekarnih kreditov kritiziral Gaulandovo nediferencirano argumentacijo, ki je takrat podvomila o samoregulativni moči trga in obsodila teorijo Adama Smitha kot "nekrščansko" in "nepravično". Gauland sledi podobni argumentaciji kot avstrijski ekonomist Walter Ötsch . 
Po mnenju znanstvenih novinarjev Dirka Maxeinerja in Michaela Mierscha, ki sta se ukvarjala s pesimizmom glede napredka, Gauland črpa vplive iz "zelenega in levega spektra". Delno prilagaja ekologizem in sprejema antikapitalizem.Gauland se zanaša na cerkev in okoljske organizacije "kot zadnje varuhe nemške identitete". Kapital je po Gaulandu "nova levica", njegovi slogani " fleksibilnost, inovacije in deregulacija " pa bi imeli popolnoma uničujoč učinek.  Po mnenju sodobnega zgodovinarja Paula Nolteja (2015) je Gaulandov konzervativizem usmerjen celo proti samemu tržnemu gospodarstvu. 
Gauland zanika, da obstajajo podnebne spremembe, ki jih povzroča človek, zaradi emisij ogljikovega dioksida.  Leta 2019 je Gauland ponovil nasprotovanje svoje stranke ukrepom za varstvo podnebja in opisal "kritiko tako imenovane politike varstva podnebja [...] kot tretje pomembno vprašanje za AfD po evru in priseljevanju". 

### Nadaljnje polemike
V članku ( Politično korektna Nemčija, 2012) za Tagesspiegel je Gauland kritiziral dejstvo, da so bila "stališča, ki odstopajo od prevladujočega toka, potisnjena v območje moralne izključitve". Kot primere je navedel teme ženskih kvot, podnebnih sprememb, teze uspešnega avtorja Thila Sarrazina, priseljevanje iz drugih kultur in Nemčijo med drugo svetovno vojno. Po mnenju družboslovca Alexandra Häuslerja iz raziskovalne skupine Desničarski ekstremizem/neonacizem lahko članek beremo kot predlogo za Sarrazinovo knjigo Novi teror vrline (2014), še posebej ker se Sarrazin nanj neposredno sklicuje. Häusler je Gaulanda obtožil, da nima stika z realnostjo in da širi "osnovne izjave desničarskih napovedi vojne proti domnevni ' politični korektnosti '", ki jih že leta v obliki "kampanj" najdemo tudi v časopisu Junge Freiheit.
Med afero Hohmann (2003) je Gauland izjavil: "Pisma, klici in elektronska sporočila na spletnem forumu CDU o Hohmannu bi nas morala opozoriti: Ni dovolj reči, da ta človek nima mesta v naših vrstah, treba je tudi utemeljiti, zakaj v Nemčiji nekdo, kot je Hohmann, ne dobi druge priložnosti, medtem ko jo Michel Friedman že izkorišča."  Za novinarja Jörga Laua so Alexander Gauland, Konrad Adam in Karl kardinal Lehmann uporabili argument svobode izražanja, "kot da bi šlo za to, da bi na dan prišli potlačene resnice, ki jih zaradi politične korektnosti ni dovoljeno povedati [...]."  Podobno stališče je zavzel tudi pri pisatelju Martinu Mosebachu in voditeljici Evo Herman, kot je zapisal zgodovinar Wolfgang Wippermann v razpravi o " tihi večini ". Gauland je slednje podprl z besedami: "O [njenih] intelektualnih sposobnostih in njeni oceni družinske politike med letoma 1933 in 1945 si lahko mislimo karkoli, njena izključitev iz javne televizijske razprave je bila sramota za trditev, da ji nasprotujejo in jo  popravljajo." 
Gaulandove izjave o nemški nogometni reprezentanci in reprezentantu Jérômu Boatengu, ki jih je maja in junija 2016 citiral Frankfurter Allgemeine Sonntagszeitung (FAS)  so bile v tisku široko sprejete in komentirane: zgodovinar Andreas Wirsching, direktor münchenskega inštituta za sodobno zgodovino (IfZ), za sodbo, da je reprezentanca "že zdavnaj prenehala biti nemška", vidi "latentne nacionalistične namere" .Komunikološka znanstvenica Margreth Lünenborg je medijski diskurz okoli citata "Ljudje ga imajo radi kot nogometaša. Ampak nočejo Boatenga za soseda." videla predvsem kot "neverjeten medijski hype " ali "popolno PR strategijo" AfD, po kateri se takšne izjave namerno lansirajo v medije, kar ustvarja moralno paniko in s tem veliko javnost. 
Gauland sam je v pismu članom AfD pojasnil, da je bil pogovor z uredniki FAS zaupna razprava v ozadju, ki je med drugim obravnavala "nenadzorovan pritok ljudi iz drugih regij in kultur v Nemčijo". Ni mogel več povedati, kdo je prvi omenil ime Boateng, vendar je menil, da je bil to eden od urednikov, saj sta mu bila ime in šport nogomet večinoma tuja. Dejal je, da "nikoli ni podal vrednostne sodbe o Jérômeu Boatengu, ki ga prej ni poznal." V nasprotju z dogovorom mu pred objavo niso bili predloženi nobeni citati v odobritev. Ukvarjal se je z opisovanjem občutkov, "ki jih vsi zaznavamo povsod v svoji soseski in ki jih ne zmanjšuje naše hinavsko ignoriranje."  Klaus D. Minhardt, vodja regionalnega združenja Berlin-Brandenburg Nemškega združenja novinarjev (DJV-BB), je kritiziral dejanja urednikov FAS in jih obtožil senzacionalizma in lovskega nagona, ki je bil nepravično usmerjen proti AfD. Obtožba o lažnem tisku temelji na takšnem pristranskem poročanju. Vsak "lov na čarovnice"proti AfD bi izboljšal njeno gledanost v anketah. Krovna organizacija DJV se je distancirala od Minhardtovih izjav. 
Januarja 2016 je Gauland, misleč na nacionalno konservativno poljsko vlado, dejal, da je "od Poljakov odvisno, koliko beguncev želijo imeti v svojem narodnem telesu ". Marc Grimm in Bodo Kahmann trdita, da je Gauland z uporabo izraza "Volkskörper" (ljudsko telo) prevzel enega od "osrednjih interpretativnih vzorcev radikalno desničarskega   nacionalizma". 
Jeseni 2016 je Gauland v intervjuju za desničarsko revijo Compact o desničarskem ekstremističnem Identitarian Movementu dejal, da pričakuje, "da se nam bodo pridružili tudi ljudje, ki razmišljajo kot AfD". Zato "sploh ne vidi, zakaj bi morali sodelovati z Identitaristično gibanjem, saj lahko vsi pridejo k nam." Gauland je zavrnil zasedbo Brandenburških vrat v Berlinu s strani aktivistov Identitaričnega gibanja konec avgusta 2016, ker ni želel, da bi bil "simbol nemške zgodovine kakorkoli zlorabljen za kakršno koli politiko". 

26. avgusta 2017 je Alexander Gauland na volilnem dogodku v Leinefelde-Worbisu javno napadel takratnega komisarja za migracije Aydan Özoğuz.Izjavil je, da je Özoğuz maja 2017 v razpravi o nemški Leitkultur ( vodilni kulturi) dejal, da "specifično nemška kultura […], onkraj jezika, preprosto ni prepoznavna".  Ko je to povedal, je pojasnil:
Tako pravi nemško-turška žena. Povabi jo v Eichsfeld in ji povej, kaj je nemška kultura. Po tem se ne bo več vrnil sem in, hvala bogu, ga bomo lahko odstranili v Anatoliji.
Kasneje je Tagesspieglu odgovoril, da se ne spomni, ali je uporabil izraz "odstraniti".  Gauland pa je ponovil, da vsak, kot je "Özoguz, ki pravi, da se je treba o sobivanju v Nemčiji vsak dan pogajati na novo", pripada "nazaj v Anatolijo". Junge Freiheit je tudi vztrajal, da Özoguz nima mesta v Nemčiji.  Teden dni po svoji izjavi je na volilnem dogodku v Pforzheimu dejal, da je "gospe Özoğuz pravzaprav le priporočil, da si vzame daljši dopust v državi, kjer očitno bolje razume kulturo".  Vodilni zvezni politiki so ga ostro kritizirali zaradi uporabe izraza "odstraniti".  Glede na izjavo je državno tožilstvo v Mühlhausnu začelo predhodne preiskave zaradi suma spodbujanja sovraštva. 17. maja 2018 je napovedala, da se bo vzdržala začetka formalnih preiskav zaradi pomanjkanja zadostnega suma kaznivega dejanja. Gaulandova izjava je zajeta v temeljni pravici do svobode izražanja.Za pravno oceno ga je bilo treba "postaviti v kontekst in interpretirati": Gauland se je odzval na Özoğuzovo izjavo, da ni mogoče prepoznati specifično nemške kulture onkraj jezika. Gauland se je tako izrazil v kontekstu oblikovanja javnega mnenja in "ne iz zasebnih interesov" v konkretni volilni kampanji, kar je bilo treba upoštevati.  Germanist in literarni znanstvenik Heinrich Detering se je vprašal, katero "specifično značilnost specifično nemške kulture […] naj bi gospe Özoğuz tukaj posredovali" in zakaj se potem "nikoli ne bi vrnila" oziroma "kakšno" bi bilo to posredovanje, "če bi bilo treba naslovnika nato 'znebiti'". Gaulanda je obtožil uporabe "slabo prikritega gangsterskega žargona ".  Patrick Bahners je Gaulandov cilj videl v tem, da bi napad na Özoğuza prikazal kot "dejanje samoobrambe ", "njegove negalantne in neprijetne vidike pa kot neizogiben presežek samoobrambe", saj po mnenju AfD Özoğuz in tisti, ki so delili njihova stališča, predstavljajo "eksistencialno grožnjo Nemčiji". Poleg tega je Gauland pred svojim govorom v Eichsfeldu v intervjuju za Weltwoche napačno trdil, da je Özoğuzova dejala, da "v Nemčiji ne more prepoznati nobene kulture razen jezika". V resnici je Özoğuz dejal, da značilnosti specifično nemške kulture – v nasprotju z drugimi državami – ni mogoče "prepoznavati", kar je po Bahnersovih besedah pomenilo, da jih "ni mogoče določiti z jasnostjo, ki bi bila potrebna za ljudskoizobraževalni namen kataloga Leitkultur". Vendar se je Gauland obnašala, "kot da ne bi govorila o težavnosti prepoznavanja predmeta z zadostno natančnostjo, temveč je zanikala, da ta predmet obstaja." 
V začetku junija 2018 je Gauland v intervjuju za FAZ dejal: "Poskušamo razširiti meje tega, kar je mogoče povedati." Novinar Roger de Weck je komentiral, da je Gauland s temi besedami "povzel globalno strategijo Nove desnice, da bi prezir do človeštva postal družbeno sprejemljiv: vzpostavitev reakcionarne normalnosti". 
Nekaj tednov po svojem kontroverznem govoru o "ptičjem dreku" je Gauland na strankarski konferenci AfD v Augsburgu konec junija2018 implicitno primerjal Adolfa Hitlerja in kanclerko Merkel. Dejal je, da je Merklova v sporu z Rusijo, Veliko Britanijo, ZDA, Italijo in drugimi državami, ter dodal: "Zadnji nemški predsednik vlade, ki je antagoniziral takšno konstelacijo sovražnikov ... Ne, pustimo to pri tem." Pozneje je dejal, da ni nikogar primerjal. Potem ko je leta 2017 že govoril o tako imenovani izmenjavi prebivalstva, ki je "tekla s polno paro", je v tem govoru na strankarski konferenci ponovno uporabil bojni izraz, ki je zunaj desničarskih krogov uvrščen med teorije zarote in naj bi opisal domnevno namerno izmenjavo belega evropskega prebivalstva z ljudmi iz drugih delov sveta zaradi načrtovanih in nadzorovanih migracij. Gauland sam je izjavil, da če je izmenjava prebivalstva bojni krik desnice, potem je tudi avtocesta eden od njih.  Na isti strankarski konferenci je Gauland današnjo Zvezno republiko primerjal tudi z NDR tik pred padcem berlinskega zidu leta 1989.Ni hotel trivializirati diktature SED, a danes se je počutil "spominjenega na zadnje mesece NDR". Gauland je dejal: "Tako kot takrat režim sestavlja majhna skupina strankarskih funkcionarjev, nekakšen politbiro, in ponovno široko družbeno zavezništvo funkcionarjev strankarskega bloka, novinarjev, televizijskih voditeljev, cerkvenih uradnikov, umetnikov, učiteljev, profesorjev, kabaretskih umetnikov in drugih predanih ljudi, ki stojijo za državnim vodstvom in se borijo proti opoziciji." "Edina opozicijska stranka AfD" je "tako rekoč sedanji Novi forum ". Zgodovinar Ilko-Sascha Kowalczuk je te primerjave z NDR videl kot zgodovinsko-politična popačenja in "poceni propagandno laž". Po mnenju zgodovinarja Patricea Poutrusa te primerjave kažejo, "kako daleč so člani te stranke od priznavanja ustavnega reda Zvezne republike in kako malo je njihova politika usmerjena v zagotavljanje ali širjenje demokratičnih razmer." 
Gauland je komentiral izgrede desničarskih skrajnežev v Chemnitzu konec avgusta 2018, ki so se zgodili kot odgovor na umor in so privedli do nasilnih napadov na migrante in novinarje, in dejal: "Ko se zgodi takšen umor, je normalno, da ljudje paničarijo." 
V začetku septembra 2018 je Gauland izjavil, da je treba odpraviti "politični sistem v smislu strankarskega sistema". S tem je mislil "stranke, ki nam vladajo […] sistem Merkel". V to skupino šteje "tiste, ki podpirajo politiko, vključno z ljudmi iz drugih strank in na žalost tudi iz medijev. Želim jih odvzeti odgovornosti." Kako točno bi to izgledalo, je pustil odprtega. Njegov cilj je "končno obrniti neravnovesje v medijih v našo korist". To imenuje "mirna revolucija ". Novinar in urednik Berthold Kohler je to aluzijo na padec NDR v FAZ označil za "resen primer politične zlorabe". V preteklosti so takšne strankarske in medijsko-politične akcije, kot si jih je zamislil Gauland, imenovali " čistke ".  Po mnenju germanista Heinricha Deteringa spremembe vlade v Zvezni republiki "niso ravno spremembe sistema", temveč "nasprotno, sestavni deli sistema svobodnih volitev". Kdor koli, kot je Gauland povedal v istem intervjuju, želi biti "trn v mesu političnega sistema, ki je zastarel", si ne želi Ustave . 
Septembra 2018 je Gauland v Bundestagu izjavil: "Prvič, sovraštvo ni kaznivo dejanje, in drugič, običajno ima razloge." Literarni znanstvenik Heinrich Detering je pripomnil, da v nemškem Bundestagu prej nihče ni trdil, da je sovraštvo kaznivo dejanje, in poudaril, da stavek nakazuje sklep, ki ga Gauland ni izrekel, namreč da upravičeno sovraštvo ustvarja upravičena kazniva dejanja. Novinar Roger de Weck je pripomnil, da sovraštvo pogosto vodi v zločine, in dodal: "Še pogosteje, tako kot sovraštvo do Judov, nima razloga."  
V izdaji FAZ z dne 6. oktobra 2018 se je pojavil Gaulandov gostujoči članek, ki je bil obtožen, da je podoben govoru Adolfa Hitlerja.Leta 1933 je govoril o "majhni, brezkoreninski kliki", ki "hujša ljudi drug proti drugemu", o "ljudeh, ki so povsod in nikjer doma, a danes živijo v Berlinu, bi lahko bili jutri prav tako v Bruslju, pojutrišnjem v Parizu in nato spet v Pragi, na Dunaju ali v Londonu in se povsod počutijo kot doma". Po mnenju raziskovalca antisemitizma Wolfganga Benza je Hitler mislil na Jude in se je povezal z antisemitsko podobo "brezdomnega Juda". V svojem članku z naslovom "Zakaj mora biti to populizem? " je Gauland kritiziral "globalizirani razred". Po Gaulandovih besedah njeni člani "živijo skoraj izključno v velikih mestih, tekoče govorijo angleško, in ko se preselijo iz Berlina v London ali Singapur, da bi zamenjali službo, povsod najdejo podobna stanovanja, hiše, restavracije, trgovine in zasebne šole". Christoph Heubner, izvršni podpredsednik Mednarodnega odbora Auschwitz, je Gaulanda obtožil tudi stigmatizacije ljudi "kot tujcev in brez korenin". To "Gaulandovo strategijo" poznajo preživeli iz Auschwitza iz lastnih življenjskih izkušenj v nacističnih letih. Po besedah Gaulandovega svetovalca Michaela Klonovskega je Gauland ta članek napisal sam, čeprav niti on (Klonovsky) niti Gauland nista poznala besedila Hitlerjevega govora.  Januarja 2019 je Gauland sam pojasnil svoje teze v predavanju z naslovom Populizem in demokracija v prostorih, ki jih zgodovinar Bodo Mrozek imenuje "majhna nacionalistična založba v Saški-Anhaltu ". Gauland, med čigar občinstvom je bil tudi Björn Höcke iz nacionalističnega krila, se je skliceval na ustrezen koncept britanskega novinarja Davida Goodharta in govor zaključil s citatom Botha Straußa ("Vojna bo med silami tradicije in silami nenehnega napredovanja, odpuščanja in uničevanja.") ) Mrozek je Gaulandov poudarek na želji po "mirni rešitvi" tega "konflikta" interpretiral kot namig, "da bi se lahko, če bi bilo potrebno, končal tudi z nemirnim izidom". 
V razpravi v Bundestagu o migracijskem paktu ZN 7. novembra 2018 je Gauland izjavil, da želijo "levičarski sanjači in globalistične elite" "Nemčijo na skrivaj preoblikovati iz nacionalne države v območje naselij". Kasneje so ga obtožili širjenja teorije zarote . 
Po poročilu Zveznega urada za varstvo ustave, zaradi katerega je Zvezni urad za varstvo ustave začel spremljati dele stranke in AfD označil za "primer za pregled", se je Gauland februarja 2019 izrekel za ukinitev Zveznega urada za varstvo ustave in zanikal, da bi znotraj AfD obstajala kakršna koli protiustavna prizadevanja. Gauland je nadalje izjavil, da je prebral le dele poročila, ki so ga zadevali, in da preostalih ne bo bral. Hkrati pa je bil Gaulandov podpis kot prvega podpisnika " Erfurtske resolucije " nacionalističnega krila AfD "na skrivaj" odstranjen z interneta, poroča Zeit .  
V govoru na srečanju desničarske nacionalistične skupine AfD Der Flügel v Kyffhäuserju v začetku julija 2019 je Gauland dejal, da bi si lahko za prihod na oblast in "ponovno ureditev naše države" "za trenutek ugriznili v ustnico". Novinar Jan Sternberg je opozoril, da Gauland ni pozival "Höckejev, Wittgensteinov in drugih desničarskih radikalcev v AfD" k umirjanju svojih stališč, temveč le k njihovemu jeziku v interesu pridobitve oblasti. S temi izjavami je mimogrede potrdil,da si AfD želi drugačno Nemčijo. 
Na vprašanje, ali je primerno za meščansko stranko, kot Gauland večkrat opisuje AfD, da je AfD v volilni kampanji v Brandenburgu sprejela slogane NPD, je Gauland septembra 2019 odgovoril pritrdilno in dodal, da je možno, da je "nekdo že od samega začetka imel idejo, ki ni bila napačna". 
Septembra 2019 je bil Gauland gost Tine Hassel v oddaji ARD "Summer Interview", v kateri gostje odgovarjajo tudi na vprašanja gledalcev, poslana po elektronski pošti ali videoposnetku. Gauland je zahteval, da si jih lahko ogleda vnaprej. Ko je bilo to zavrnjeno, je Gauland odpovedal ta del oddaje, rekoč: "Zakaj moram gledati v črno luknjo, če se tako izrazim?" Politiki, ki so do te točke sodelovali v "poletnem intervjuju", so se strinjali s spletnim srečanjem z vprašanji in odgovori. 
Konec decembra 2020 je Gauland dejal: "Ne smemo postavljati tega, kar pravi predsednik Zveznega urada za varstvo ustave Thomas Haldenwang, za merilo naših dejanj." Na ta način nihče "ne more biti prava opozicija". Osebno nima zadržkov glede stikov z novim desničarskim Inštitutom za državno politiko Götza Kubitscheka, ki ga je Zvezni urad za varstvo ustave prav tako uvrstil med sumljive. Je "prijatelj gospoda Höckeja" in Kubitschek ga "občasno" imenuje tudi Gauland. Po Gaulandovih besedah je AfD "gibanje, ki bi moralo vzdrževati stike tudi z določenimi protestnimi skupinami". To velja "za 'lateralno mišljenje', pa tudi za Pegido v Dresdnu ali za združenje Zukunft Heimat v Cottbusu". Gauland je kritiziral stil predsednika AfD Jörga Meuthena.Na strankarski konferenci v Kalkarju konec novembra 2020 je Meuthen napadel tiste strankarske kolege, ki "radi besnijo in govorijo" ter uporabljajo izraze, kot je "korona diktatura". Gauland je dejal, da je Meuthenov govor "škodoval polovici stranke". Meuthena je obtožil tudi, da poskuša "odriniti" novega sopredsednika Tina Chrupallo . 
Znotraj stranke je Alexander Gauland obtožen, da je predolgo prikrival in ščitil nekdanjega tiskovnega predstavnika poslanske skupine AfD Christiana Lütha, ki se je sam označil za "fašista". Potem ko je Lüthov odnos do nacionalsocializma postal javen v medijih, ga je Gauland aprila 2020 odpustil s položaja tiskovnega predstavnika. Vendar pa izvršni direktor poslanske skupine v predpisanem roku ni podal odpovedi. Potem ko so Lüthove izjave, da bi migrante lahko zastrupili s plinom ali ustrelili, postale znane, je bil septembra 2020 brez odpovednega roka odpuščen. 

### Javno mnenje
Pred svojo kariero v AfD je bil Gauland v novinarstvu dojet kot konservativni intelektualec  in včasih označen kot "krščanskodemokratski estet " ( Tilman Fichter 1990),  "odvetnik s kulturno prefinjenostjo" ( Hilmar Hoffmann 1990)  in "salonski konservativec" ( Nikolaus Blome 2013) .Za 60. obletnico Ob njegovem 15. rojstnem dnevu (2001) ga je Heribert Klein v Frankfurter Allgemeine Zeitung opisal kot predstavnika "skeptične racionalnosti v duhu razsvetljenstva ".  Leta 2009 je bil za forum alfa na izobraževalnem kanalu ARD-alpha posnet intervju z zvezdnikom, teologom in poslovnim etikom Michaelom Schrammom. Gauland je bil leta cenjen sogovornik, celo med predstavniki politične levice. Po njegovi kandidaturi za AfD na deželnih volitvah v Brandenburgu leta 2014 so mediji, kot sta taz in ZEIT, kritično spremljali Gaulandovo strankarsko-politično spremembo.  Jens Schneider, s katerim je dolga leta vodil politični salon, je leta 2015 v Süddeutsche Zeitung govoril o "preobrazbi" Gaulanda, ki bi ga zdaj lahko imeli za "pobudnika navdušenih množic", čeprav je nekoč veljal za "garanta, da AfD ne bo povsem zašla v desno".  V medijskem diskurzu zadnjih let je bil Gauland pogosto opisan kot nacionalni konservativec  in občasno kot reakcionar. Zaradi svoje politike do Rusije velja tudi za "Putinovega razumevalca".  Novinar Joachim Riecker, nekdanji višji urednik pod Gaulandom, ga je opisal kot " nemškega nacionalista, anglofila in proruskega naravnanega". 
V političnem in ustaljenem smislu ga politolog Herfried Münkler (2015) uvršča v konzervativizem.  Tudi politolog Franz Walter meni, da je Gauland precej počakal in videl konservativec.  Politična sociologinja Karin Priester (2007) pa Gaulanda – tako kot Pima Fortuyna in Ernsta Forsthoffa – smatra za konservativca in populista, ki modernost dojema kot izgubo lastnega koncepta svobode.  Kasneje je Gaulandov konzervativizem označila za anglofilskega in reformno-konservativnega, v duhu Edmunda Burka. Predvsem pa so "raznolikost, decentralizacija in federalizem " pomembni temelji njegovega političnega razmišljanja.  Po Priesterju (2016) je Gauland primer konservativnega dela znotraj desničarskega populističnega gibanja, ki posledično predstavlja "zbirno mesto". " Schmittova kritika pluralizma " je očitna – kljub vsem Gaulandovim sklicevanjem na Burkea.  Konec koncev, zaradi izjave "da bi bil uspešen, je treba s seboj vzeti vse tiste, ki si želijo in volijo AfD le zato, ker je drugačna, ker na populističen način posluša ljudi in ker na politično izvedljiv način oblikuje tisto, kar se misli in objokuje v dnevnih sobah in pubih", ga politologa Dieter Plehwe in Matthias Schlögl (2014) opisujeta kot " odkritega desničarskega populista ".  Sociolog in politolog Samuel Salzborn vidi osnovo Gaulandovega pogleda na zgodovino v "pozitivni identifikaciji z nemškim narodom" v smislu "poudarjanja in pretiravanja s tem, kar se dojema kot pozitivno". Po Gaulandovem svetovnem nazoru so Nemci " na splošno žrtve nacionalsocializma" in zdi se, da "ni več storilcev, razen Hitlerja in morda nekaj vodilnih nacistov".  Zgodovinar Philipp Lenhard opisuje Gaulanda kot "pametnega človeka, ki se zna dobro preobleči", ki se vedno znova poigrava s stereotipi in tako služi klienteli desničarskih skrajnežev ter gradi na teorijah zarote. Po mnenju zgodovinarja Moritza Hoffmanna gre pri Gaulandu za "gojenje pozitivnega nemškega mita, nekakšno smotrno uporabo zgodovine za pozitivno Nemčijo", kar služi tudi nemškim interesom. Gauland je želel "iz zgodovine izbrati češnje in z veseljem pozabiti na ostalo". 
Po besedah Christopha Kopkeja in Alexandra Lorenza predsednik deželne stranke AfD Gauland izkorišča "nekritično zamerljivost do islama" vse od napada na Charlie Hebdo in ugrabitve talcev v Porte de Vincennes v Parizu. 
Avgusta 2017 je Thomas Schmid po Gaulandovem "sovražnem govoru" proti Aydanu Özoğuzu izjavil, da Gauland "ni več britofil, časten in plemenit človek, kakršen je nekoč želel biti. Namerno jaha valove zamere. To je njegov politični motor." 
Ameriška revija Foreign Policy ga je leta 2017 uvrstila med 70 najpomembnejših "premislilcev" na svetu, saj je "spodbudil populistično nasprotovanje liberalizmu v osrčju Evrope". 
Program ARD Reschke Fernsehen, ki se bo začel leta 2023, je dobil ime po izjavi, ki jo je Gauland dal voditeljici Anji Reschke v programu Hart aber fair 2016.

## Nadaljnja sodelovanja

### Delo v gremijih/pro bono
Med svojim bivanjem v Hessnu je bil Gauland član ... Bil je član upravnega odbora Deutschlandfunk v Kölnu, odbora garantov Hessen State Bank v Frankfurtu na Majni  in nadzornega sveta Hessen Investment Bank AG – Hessen State Development and Trust Company v Frankfurtu na Majni. 
Leta 1998 je bil imenovan kot eden od petnajstih članov prvega upravnega odbora Univerze v Potsdamu  in je bil ustanovni član upravnega odbora Judovskega muzeja v Berlinu od leta 2001 do 2006.  Poleg tega je bil več let član svetovalnega odbora mednarodnega medijskega srečanja M100 Sanssouci Colloquium v Potsdamu, ustanovljenega leta 2005.  Do marca 2016 je bil Gauland predsednik potsdamskega združenja Brandenburgische Literaturlandschaft, ki je sponzor Brandenburškega literarnega urada.

### Politični salon
Skupaj s Klausom Nessom (generalnim sekretarjem SPD Brandenburg in poslancem v brandenburškem deželnem parlamentu), Ute Samtleben (lastnico galerije iz Potsdama) in Jensom Schneiderjem (dopisnikom časopisa Süddeutsche Zeitung iz glavnega mesta) je v letih 2006–2007 v Potsdamu gostil Politični salon, ki ga je organizirala brandenburška regionalna pisarna fundacije Friedrich Ebert.Leta je razstavljal knjige, med drugim: Udo Di Fabio (Kultura svobode),  Joachim Fest (Ne jaz),  Konrad Adam (Stari Grki),  Karl Schlögel (Groza in sanje. Moskva 1937)  in Günter Müchler (1813: Napoleon, Metternich in svetovnozgodovinski dvoboj v Dresdnu). Leta 2013 je novinar Schneider z veliko jasnostjo potrdil svoja "odločno konzervativna stališča".  Zaradi njegove politične preusmeritve je bilo sodelovanje v Političnem salonu leta 2014 prekinjeno. 

### Razno
Leta 2006 je Gauland skupaj s svojima tovarišema Arnulfom Baringom in Stephanom Speicherjem govoril na spominski prireditvi v Potsdamu v čast zgodovinarja, publicista in urednika FAZ Joachima Festa, ki je umrl 11. septembra. Gauland ga je poznal izFrankfurta. 

## Spisi (izbor)

### Članki v znanstvenih revijah
- Mednarodna pravna suverenost v primeru pridružitve držav OZN.V: Združeni narodi 1973, str. 1 in naprej.
- Nacionalizacija bank v skladu z ustavo.V: Javna uprava 1974, str. 622 in naprej.
- Še enkrat. Prenehanje članstva v Evropski skupnosti.V: New Legal Weekly 1974, str. 1034 in naprej.
- Pravica do tranzitnih poti.V: New Legal Weekly 1974, str. 1931 in naprej.
- Konvencija ZN o zaščiti novinarjev – napačen začetek.V: Združeni narodi 1975, str. 180 in naprej.
- Ohranjanje miru z ravnotežjem moči.V: Arhiv mednarodnega prava 1975, str. 367 in naprej.
- Iščejo se: konservativni reformatorji.V: Papers for German and International Politics 4/2000, str. 391 in naprej.
- 60 Leta Temeljnega zakona.V: Journal of Political and European Studies 2/2009, str. 323 in naprej.

### Monografije
- Načelo legitimnosti v državni praksi od Dunajskega kongresa naprej (= Spisi o mednarodnem pravu, zvezek 20) .). Duncker & Humblot, Berlin 1971, ISBN 3-428-02569-5.(tudi disertacija, Univerza v Marburgu, 1970)
- Domači dom in lordi. Portret političnega razreda (= Suhrkampova broširana izdaja, 1650). Suhrkamp Verlag, Frankfurt 1989, ISBN 3-518-38150-4 .
- Kaj je konzervativizem? Polemika proti lažnim nemškim tradicijam. Zahodne vrednote s konzervativnega vidika.Eichborn Verlag, Frankfurt na Majni 1991, ISBN 3-8218-0454-8 .
- Helmut Kohl.Načelo.Rowohlt Berlin, Berlin 1994, ISBN 3-87134-206-8 .
- Hiša Windsor.Orbis Verlag, Berlin 2000, ISBN 3-572-01124-8.(Licenca Siedler Verlag, Berlin 1996)
- Navodila za konzervativnost.Nemška založba, Stuttgart in 2002, ISBN 3-421-05649-8 .
- Kratka nemška zgodovina. Od Stauferjevega obdobja do padca berlinskega zidu.Rowohlt Verlag, Berlin 2007, ISBN 978-3-87134-582-1 .
- Nemci in njihova zgodovina.wjs verlag, Berlin 2009, ISBN 3-937989-56-0 .
- Princ Eulenburg – pruski plemič. Konservativna alternativa imperialni svetovni politiki Viljema II..Strauss Edition, Potsdam 2010, ISBN 978-3-86886-018-4.[60]

### Prispevki k antologijam
- Henry St. John, erster Viscount Bolingbroke (1678–1751) und Benjamin Disraeli (1804–1881). In: Caspar von Schrenck-Notzing (Hrsg.): Konservative Köpfe. Von Machiavelli bis Solschenizyn (= Criticón-Bücherei. 2). Criticón-Verlag, München 1978, ISBN 3-922024-02-2, S. 23 ff., 55 ff.
- Das hessische Privatrundfunkgesetz. In: Martin Schindehütte, Otmar Schulz (Hrsg.): Privater Rundfunk in Hessen. Perspektiven des Hessischen Privatfunkgesetzes. [Dokumentation einer Tagung der Evangelischen Akademie Hofgeismar, 14. bis 15. November 1988] (= Hofgeismarer Protokolle. 260). Evangelischen Akademie Hofgeismar, Hofgeismar 1989, ISBN 3-89281-167-9, S. 7 ff.
- Der Kopf des Königs fällt. Karl I. als Opfer eines Justizmords. In: Uwe Schultz (Hrsg.): Grosse Prozesse. Recht und Gerechtigkeit in der Geschichte. Verlag C. H. Beck, München 1996, ISBN 3-406-40522-3, S. 177 ff.
- Einspruch. In: Klaus Reichert (Hrsg.): Recht, Geist und Kunst. Liber amicorum für Rüdiger Volhard. Nomos, Baden-Baden 1996, ISBN 3-7890-4372-9, S. 269 ff.
- Die „Pulververschwörung“ gegen Parlament und König. 1605 scheitert der katholische Aufstand in England. In: Uwe Schultz (Hrsg.): Große Verschwörungen. Staatsstreich und Tyrannensturz von der Antike bis zur Gegenwart. Beck, München 1998, ISBN 3-406-44102-5, S. 130 ff.
- Unterschiede treiben den Motor. In: Manfred Bissinger, Dietmar Kuhnt, Dieter Schweer (Hrsg.): Konsens oder Konflikt? Wie Deutschland regiert werden soll (= Campe-Paperback). Hoffmann und Campe, Hamburg 1999, ISBN 3-455-10393-6, S. 59 ff.
- Der republikanische Diskurs. Diana als Todesengel der Monarchie?. In: Sabine Berghahn, Sigrid Koch-Baumgarten (Hrsg.): Mythos Diana. Von der Princess of Wales zur Queen of hearts. Psychosozial Verlag, Gießen 1999, ISBN 3-932133-59-5, S. 215 ff.
- Abschied vom Freizeitpark. In: Hans-Dietrich Genscher, Ulrich Frank-Planitz (Hrsg.): Nur ein Ortswechsel? Eine Zwischenbilanz der Berliner Republik. Zum 70. Geburtstag von Arnulf Baring. Hohenheim Verlag, Stuttgart u. a. 2002, ISBN 3-89850-074-8, S. 74 ff.
- Goethe und Preußen. In: Peter Walther (Hrsg.): Goethe und die Mark Brandenburg. vacat verlag, Potsdam 2006, ISBN 3-930752-43-3, S. 103 ff.
- Mein Club. In: Evelyn Fischer: Unter 3. Berliner Presse Club – Geschichte einer Institution. DBB-Verlag, Berlin 2007, ISBN 978-3-87863-137-8, S. 60 ff.
- Wider die pure Rationalität. Bausteine für einen modernen Konservatismus. In: Hans Zehetmair (Hrsg.): Zukunft braucht Konservative. Verlag Herder, Freiburg im Breisgau u. a. 2009, ISBN 978-3-451-30295-4, S. 92 ff.
- Die Ideologie der „unsichtbaren Hand“ und ihre Folgen. In: Jürgen Rüttgers (Hrsg.): Wer zahlt die Zeche? Wege aus der Krise. Klartext, Bonn 2009, ISBN 978-3-8375-0196-4, S. 32 f.
- Nachwort. In: Peter Böthig, Peter Walther (Hrsg.): Die Russen sind da. Kriegsalltag und Neubeginn 1945 in Tagebüchern aus Brandenburg. Lukas Verlag, Berlin 2011, ISBN 978-3-86732-079-5, S. 482 ff.
- Beitrag. In: Markus Porsche-Ludwig, Jürgen Bellers (Hrsg.): Was ist konservativ? Eine Spurensuche in Politik, Philosophie, Wissenschaft, Literatur. Verlag Traugott Bautz, Nordhausen 2013, ISBN 978-3-88309-785-5, S. 76 ff.
- Prerequisite for a common destiny. Battling the ghosts of Germany’s past to build a European future. In: John F. Jungclaussen, Charlotte Ryland, Isobel Finkel (Hrsg.): Common Destiny vs. Marriage of Convenience – What do Britons and Germans want from Europe? 28 essays including 15 prize-winning contributions. KE7.net Publishing, Berlin 2014, ISBN 978-3-9815035-1-7, S. 58 ff.

### Pogovori
- Vladavina prava in državljanska neposlušnost. Razprava med Danielom Cohn-Benditom, Joschko Fischerjem, Alexandrom Gaulandom in Jörgom Twenhövnom (= Serija Mala bela.Zvezek 109). Athenäum Verlag, Bodenheim 1988, ISBN 3-610-04709-7 .

## literatura
- Norbert Beleke (ur.) Kdo je kdo? Nemški Kdo je Kdo.42. Izdaja 2003/2004, Schmidt-Römhild, Lübeck 2003, ISBN 3-7950-2036-0, str. 411 (glej leksikalno postavko za: Gauland, Alexander ).
- Wolfgang Emmerich, Bernd Leistner (ur.) : Literarni Chemnitz. Avtorji – Dela – Trendi.Verlag Heimatland Sachsen, Chemnitz 2008, ISBN 978-3-910186-68-2, str. 133 (glej leksikalno postavko za: Gauland, Alexander ).
- Heribert Klein : Alexander Gauland 60 let.V: Frankfurter Allgemeine Zeitung, 19. februar 2001, št. 42, str. 22.
- Alexander Gauland v
- Jan Philipp Sternberg: Konservativni zahodni uvoz. Aleksander Gauland.V: Kulturna dežela Brandenburg e. V. (ur.) Državljani Brandenburga. Demokracija in demokratična gibanja v Brandenburgu.Zasnova in uredništvo: Uwe Rada. Koehler & Amelang, Leipzig 2009, ISBN 978-3-7338-0368-1, str. 176 f.
- Olaf Sundermeyer : Gauland – Starčevo maščevanje.CH Beck, München 2018, ISBN 978-3-406-72710-8 .
- Alexander Gauland v katalogu Nemške nacionalne knjižnice

- Suche nach Alexander Gauland im Online-Katalog der Staatsbibliothek zu Berlin – Preußischer Kulturbesitz
- Ergebnisse zu Alexander Gauland beim sozialwissenschaftlichen Fachportal Sowiport
- Kurzbiografie und Rezensionen zu Werken von Alexander Gauland bei Perlentaucher
- Biographie beim Deutschen Bundestag
- Biografieseite für die 8. Wahlperiode beim Landtag Brandenburg
- Alexander Gauland auf der Website der AfD
- Alexander Gauland auf abgeordnetenwatch.de
- Alexander Gauland in der Internetversion von Who is who im deutschen Recht
- Alexander Gauland im Chemnitzer Autorenlexikon der Stadtbibliothek Chemnitz
- Artikel von Alexander Gauland beim Tagesspiegel

1. ↑  Stammdaten aller Abgeordneten des Deutschen Bundestages
2. ↑  Brockhaus Enzyklopädie
3. ↑  Katalog Nemške nacionalne knjižnice
4. 1 2  Kai Kollenberg,Jan Sternberg (23. november 2024). »Alexander Gauland kandidiert für Sachsen-AfD in Chemnitz« (v nemščini). Pridobljeno 23. novembra 2024.
5. ↑  Alexander-Georg Rackow, Jan Fleischhauer (30. november 2019). »AfD-Chef Gauland: „Ein Teil meiner Familie hat völlig mit mir gebrochen"«. Focus. Pridobljeno 2. decembra 2019.
6. ↑  »Katalog der Deutschen Nationalbibliothek«. Pridobljeno 20. januarja 2019.
7. 1 2  dpa: »Gauland führt die AfD in Brandenburg. Euro-Kritiker rüsten sich für Europawahlkampf«. Pridobljeno 18. junija 2023. In: Potsdamer Neueste Nachrichten, Nr. 34, 10. Februar 2014, S. 14.
8. ↑  Alexander Fröhlich. »Unter Beobachtung.«. Pridobljeno 18. junija 2023. In: Potsdamer Neueste Nachrichten, Nr. 266, 15. November 2014, S. 22.
9. ↑  Redaktion: Arhivirano [Manjka datum], at derfluegel.de Napaka: neznan URL arhiva Erfurter Resolution, 14. März 2015, abgerufen am 30. Mai 2015.
10. ↑  Thorsten Metzner. »Gauland hält AfD auf Rechtskurs. Chef macht Stimmung gegen Flüchtlingsheime.«. Pridobljeno 18. junija 2023. In: Potsdamer Neueste Nachrichten, Nr. 91, 20. April 2015, S. 12.
11. ↑  »AfD wählt Alexander Gauland und Alice Weidel als Spitzenkandidaten«. Frankfurter Allgemeine Zeitung. 23. april 2017. Pridobljeno 14. maja 2017.
12. ↑  »AfD-Spitzenkandidaten wechseln kein Wort mehr mit Frauke Petry«. 22. avgust 2017.
13. ↑  AfD-Eklat: Nach Petrys Abgang verraten die anderen, wie zerstritten sie waren.
14. ↑  Bundeswahlleiter: Arhivirano [Manjka datum], at www.bundeswahlleiter.de Napaka: neznan URL arhiva.
15. ↑  »Ergebnisse der Bundestagswahl in Brandenburg 2013«. Pridobljeno 18. junija 2023.[mrtva povezava], Landeswahlleiter Brandenburg
16. 1 2  »Ergebnisse nach Wahlkreisen: Wahlkreis 21 – Potsdam I«. Pridobljeno 18. junija 2023.[mrtva povezava], Landeswahlleiter zur Landtagswahl in Brandenburg 2014
17. ↑  »Mandate«. Pridobljeno 18. junija 2023.[mrtva povezava], Landeswahlleiter zur Landtagswahl in Brandenburg 2014
18. ↑  Marion Kaufmann: Arhivirano [Manjka datum], at www.maz-online.de Napaka: neznan URL arhiva In: Märkische Allgemeine, 22. September 2014, S. Pol1.
19. ↑  Spiegel Online. »Wie Wladimir Putin die AfD für seine Zwecke missbraucht«. Pridobljeno 5. aprila 2019.
20. ↑  Russland und die AfD: Putins blaue Helfer. 11. marec 2019. ISSN 0931-9085.
21. ↑  Paul Middelhoff, Yassin Musharbash (9. maj 2022). »AfD und Russland: … aber unsere Liebe nicht. Der Krieg ändert nichts daran: Die AfD steht an der Seite von Putins Russland. Und zwar enger als bisher bekannt«. Die Zeit. Pridobljeno 22. junija 2022.
22. ↑  Pro-Russian lobbying in modern Germany. 2018. str. 127–137, hier S. 133. doi:10.14746/rie.2018.12.8. ISSN 1899-6256.
23. ↑  Arhivirano [Manjka datum], at www.landtag.brandenburg.de Napaka: neznan URL arhiva, Landtag Brandenburg, abgerufen am 10. Januar 2015.
24. ↑  »Vorstand« (v dDE). Alternative für Deutschland. Pridobljeno 8. januarja 2018.{{navedi splet}}:  Vzdrževanje CS1: neprepoznan jezik (povezava) Arhivirano 2024-11-14 na Wayback Machine.
25. ↑  Bundestagswahl 2017 AfD Brandenburg wählt Gauland zum Spitzenkandidaten In: Der Tagesspiegel. 29. Januar 2017.

Bundeswahlleiter. »Gewählte auf Landeslisten der Parteien in Brandenburg«. www.bundeswahlleiter.de.
26. ↑  »AfD: Jörg Meuthen zum Parteivorsitzenden gewählt«. Die Zeit. 2. december 2017. Pridobljeno 30. decembra 2017.
27. ↑  Gaulands Nazi-Schatten. 19. marec 2018. Arhivirano iz prvotnega dne 23. marca 2018. Pridobljeno 15. junija 2025.{{navedi knjigo}}:  Vzdrževanje CS1: bot: neznano stanje prvotnega URL-ja (povezava)
28. ↑  »Wahlen: AfD Brandenburg: Gauland als Bundestagswahl-Spitzenkandidat«. Die Zeit. 21. marec 2021. Pridobljeno 23. marca 2021.
29. ↑  »AfD-Fraktion wählt Weidel und Chrupalla als Vorsitzende« (v nemščini). Pridobljeno 30. septembra 2021.
30. ↑  »Ablehnung für Gauland als Alterspräsident«. Augsburger Allgemeine. 26. oktober 2021. Pridobljeno 26. oktobra 2021.
31. ↑  Bastian Brinkmann, Daniel Brössler, Paul-Anton Krüger, Roland Preuß, Henrike Roßbach, Angelika Slavik, Vivien Timmler (21. avgust 2024). »Sie machen Schluss«. sueddeutsche.de (v nemščini). Süddeutsche Zeitung. Pridobljeno 26. avgusta 2024.{{navedi splet}}:  Vzdrževanje CS1: več imen: seznam avtorjev (povezava)Paywall
32. ↑  Raik Bartnik. »Mitten im Wahlkampf: AfD-Kandidat Gauland trauert um Ehefrau« (v nemščini). Pridobljeno 17. februarja 2025.
33. ↑  »AfD: Sohn der Lebensgefährtin hintergeht Gauland«. Welt (v nemščini). 30. april 2021. Pridobljeno 12. novembra 2023.
34. ↑  Cedric Rehman (1. december 2023). »Alexander Gauland: Tochter von AfD-Politiker wird Pfarrerin für den interreligiösen Dialog«. Berliner Zeitung (v nemščini). Pridobljeno 3. decembra 2023.
35. ↑  Alexander-Georg Rackow, Jan Fleischhauer (1. december 2019). »AfD-Chef Gauland: „Ein Teil meiner Familie hat völlig mit mir gebrochen"«. Focus. Pridobljeno 8. junija 2021.
36. ↑  »Gauland lehnt Sanktionen gegen Russland wegen Krim-Annexion ab« (v nemščini). Deutsche Welle. 12. avgust 2017. Pridobljeno 11. maja 2023.
37. ↑  »AfD uneins über Haltung zu Belarus«. Tagesschau. ARD. 25. maj 2021. Pridobljeno 28. julija 2021.
38. ↑  Ulrich Reitz (17.02.2022). »Wie sich zwei Putin-Versteher von Linke und AfD mit der Vorhof-Theorie für Russland einsetzen«. Focus. Pridobljeno 11.05.2023. {{navedi splet}}: Preveri datumske vrednosti v: |access-date= in |date= (pomoč)
39. ↑  »«Friedensinitiative» der AfD: Aufgewühlte Debatte im Bundestag«. Münchner Merkur (v nemščini). 09.02.2023. Pridobljeno 2023-05-11. {{navedi splet}}: Preveri datumske vrednosti v: |date= (pomoč)
40. ↑  Götz Hausding. »Deutscher Bundestag – Kontroverse um Forderung nach „Friedensinitiative" für Ukraine…« (v nemščini). Deutscher Bundestag. Pridobljeno 11. maja 2023.
41. ↑  Schröder mit Gauland in Russischer Botschaft: Empfang zum Tag des Sieges. ISSN 0174-4909.
42. ↑  Russland-Kurs der AfD: Putin-Jünger gegen NATO-Boys. 21. julij 2023. ISSN 0174-4909.
43. ↑  »Gauland bleibt bei Lob deutscher Wehrmachtssoldaten«. Süddeutsche Zeitung. 15. september 2017. Pridobljeno 3. avgusta 2020.++

AfD: Alexander Gauland bleibt bei Lob deutscher Wehrmachtssoldaten. 15. september 2017.
44. ↑  Johannes Kram (29. september 2017). »Gauland, die Soldaten, Mitterrand und die Medien: Der große Bluff«. BILDblog. Pridobljeno 29. septembra 2017.
45. ↑  Andreas Debski, Andreas Tappert: Arhivirano [Manjka datum], at www.lvz.de Napaka: neznan URL arhiva In: Leipziger Volkszeitung, 19. September 2017
46. ↑  Andreas Debski: Arhivirano [Manjka datum], at www.lvz.de Napaka: neznan URL arhiva In: Leipziger Volkszeitung, 19. September 2017
47. ↑  Eva Thöne (2. junij 2018). »Gaulands „Vogelschiss"-Provokation: Geschichte lässt sich nicht wegwischen«. Spiegel Online. Pridobljeno 25. januarja 2019.

Ricarda Breyton: „Abschieben, abschieben“, schallt es internen Kritikern entgegen. WeltN24, 3. Juni 2018.

Gauland verteidigt Äußerung: „Das kann niemals eine Verhöhnung der Opfer sein“, Frankfurter Allgemeine Zeitung, 3. Juni 2018.

Jörg Meuthen hält „Vogelschiss“-Äußerung für „unglücklich“. Die Zeit, 3. Juni 2018.

Nach „Vogelschiss“-Äußerung : Teil der AfD verlangt Entschuldigung von Gauland, Frankfurter Allgemeine Zeitung, 4. Juni 2018.

Carolin Wollschied: Zwist in der AfD : „Ich hatte das Bedürfnis, mich für Gauland zu entschuldigen“. Frankfurter Allgemeine Zeitung, 5. Juni 2018.

„Alternative Mitte“: Protest gegen Gauland auch in der AfD. www.sueddeutsche.de, 4. Juni 2018.

„Vogelschiss“-Äußerung: Höcke verteidigt Gauland – AfD-Chef fühlt sich missverstanden. www.welt.de, 4. Juni 2018.
48. ↑  »Gauland gegen Feiertag am 8. Mai: „Es war auch ein Tag der absoluten Niederlage"«. Pridobljeno 8. maja 2020.
49. ↑  »Deutlicher Gegenwind für AfD-Fraktionschef nach Kritik am 8. Mai«. Pridobljeno 8. maja 2020.
50. ↑  »Gauland: Özoguz in Anatolien entsorgen«. Frankfurter Allgemeine Zeitung. 28. avgust 2017. Pridobljeno 20. maja 2018. {{navedi splet}}: Ležeče ali krepko označevanje ni dovoljeno v: |publisher= (pomoč)
51. ↑  »Gauland will Integrationsbeauftragte Özoguz „in Anatolien entsorgen"«. Der Tagesspiegel. 28. avgust 2017. Pridobljeno 20. maja 2018. {{navedi splet}}: Ležeče ali krepko označevanje ni dovoljeno v: |publisher= (pomoč)
52. ↑  »Kritik an Äußerungen: Gauland will Özoguz „entsorgen" – heute-Nachrichten«. Zweites Deutsches Fernsehen. Arhivirano iz prvotnega spletišča dne 28. avgusta 2017. Pridobljeno 28. avgusta 2017.
53. ↑  »Vorermittlungen gegen Gauland«. Neue Rhein/Neue Ruhr Zeitung. 31. avgust 2017. Pridobljeno 20. maja 2018.
54. ↑  Arhivirano [Manjka datum], at www.haz.de Napaka: neznan URL arhiva
55. ↑  »Alexander Gauland bezeichnet Übergriffe in Chemnitz als normal«. Die Zeit. 29. avgust 2018. Pridobljeno 12. septembra 2018.
56. 1 2  »Debatte über Gaulands Gastbeitrag: „Hitler-Vergleiche helfen nicht weiter."«. ZDF. 11. oktober 2018. Arhivirano iz prvotnega spletišča dne 12. oktobra 2018. Pridobljeno 19. februarja 2022.
57. ↑  Jan Sternberg: Arhivirano [Manjka datum], at www.kn-online.de Napaka: neznan URL arhiva
58. ↑  Arhivirano [Manjka datum], at www.literaturlandschaft.de Napaka: neznan URL arhiva der Brandenburgischen Literaturlandschaft.
59. ↑  Lore Bardens: Arhivirano [Manjka datum], at www.pnn.de Napaka: neznan URL arhiva
60. ↑  Gerold Paul (22. januar 2011). »Legenden um einen preußischen Edelmann: Alexander Gauland stellte sein neues Buch über Fürst Eulenburg im Kutschstall zur Debatte« (v nemščini). Tagesspiegel. Pridobljeno 4. januarja 2024.